# Éditeurs français de cartes postales
Cet article constitue une page visant à regrouper par ordre alphabétique tous les éditeurs français de cartes postales.
L'éditeur de cartes postales est celui qui prend l'initiative et le risque financier de les publier. Pour produire une carte postale, il faut l'imprimer à partir d'une photographie ou d’une illustration. Les trois fonctions (photographie, impression et édition) peuvent être distinctes ou non selon les capacités techniques de l'éditeur. Ainsi, nombre des éditeurs présents dans cette liste ne sont que de simples commerçants ou des photographes faisant imprimer leurs clichés par de grosses sociétés comme A. B. & Cie, Combier, Labouche Frères…
- Haut – A
- B
- C
- D
- E
- F
- G
- H
- I
- J
- K
- L
- M
- N
- O
- P
- Q
- R
- S
- T
- U
- V
- W
- X
- Y
- Z

## A
- A & Cie (sous forme de logo), cartes fantaisies, Paris.
- A. A. Bourges (voir Auxenfans) Bourges (Cher).
- A. A. A., Aux Armes d'Aubusson, Mothe, éditeur à Aubusson (Creuse).
- A. B. (voir Boucher - Voir aussi Bouillon, Paris).
- A. B. Arpajon, voir Borné, A.
- A. B. & Cie (Albert Bergeret), éditeur à Nancy (Meurthe-et-Moselle).
- A. C, Abeille Cartes, Paris.
- A.C.A.C.F. (Association des Cartophiles Amateurs de Chemins de Fer), 4 allée de Vézelay, 72560 Changé, années 2000.
- A. D. I. A, éditeur, 55 chemin St-Roch, à Nice (Alpes-Maritimes) - Cartes de Provence et Algérie, portraits et scènes de charme d'après Yves Dieÿ. Imprimeur pour Lévy et Neurdein.
- A. G., éditeur de cartes de l'Isère.
- A. G. (voir Guillemot Alfred).
- A. G., éditeur à Tourcoing (Nord) - Cet éditeur a réalisé notamment des cartes avec des douaniers à la frontière du Nord.
- A. G. A (voir Gilbert-Photo).
- A. G./P G. : B. (Alain Guinot et Pierre Guinot), éditeurs à Brive.
- A. H., éditeur à Bordeaux (Gironde) ?
- A. H. K. éditeur prolifique, notamment d'une série titrée « Paris inondé », voir Katz.
- A. L., à Vernon (Eure).
- A. M, phot. à Montluel (Ain).
- A. N. ou A. Noyer ou ADA (Armand Noyer), éditeur, boulevard de Strasbourg, à Paris.
- A. N. A Productions Artscope ®
- A. P. (voir A. Papeghin à Tours) (Indre-et-Loire) - des cartes de E. Dupré affichent ce sigle.
- A. R. (voir Richard. A).
- A. T. Paris, éditeur vers 1914
- A. V. (Cl), éditeur à Grenoble (Isère).
- A. et P., (Collection), éditeur de cartes de Laval (Mayenne).
- Abeille-Paris + Abeille dans un cercle de laurier, Imprimeries de l'Abeille, 54 rue de Bondy, à Paris - Cartes de la Région parisienne. Activité avant 1914.
- ABEM, (A Baud Emile Mugnier) éditeurs à Annecy (Haute-Savoie).
- ABL éditions ZA 66300 Villemolaque (Pyrénées-Orientales) successeur des éditions Audumares.
- A Breger Frères, éditeur à Paris d'une série de cartes intitulées « Souvenir des Inondations de Janvier 1910 ». L'éditeur est noté au dos des cartes ainsi que le procédé NEOBROMURE et la reproduction d'un autographe.
- ACACF (Association des Cartophiles Amateurs de Chemins de Fer) à Changé (Sarthe).
- ADA cf. A. N.
- Admira, éditeur à Aix-en-Provence, publie entre 1986 et 1993 plus de 1 600 cartes postales, essentiellement de photographies noir et blanc, sur l'œuvre de photographes tels que Robert Doisneau, Henri Cartier-Bresson, Willy Ronis, Édouard Boubat, Marc Riboud, Arno Rafael Minkkinen, Krzysztof Pruszkowski, Bernard Descamps, Jean-Marc Zaorski, Thierry Girard, François Le Diascorn, Pierre-Jean Amar, Guy Le Querrec, Bettina Rheims, Harry Gruyaert, Lucien Hervé, Léo Mirkine… ainsi qu'une série sur Astérix.
- Aéro-Photo, 19 rue de Sévigné, Paris (4e)
- Agelou (Jean et Georges), (J. A., G.A.), éditeurs à Paris.
- Agence générale de journaux à Hyères.
- Aigueperse, éditeur de cartes de l'Aude.
- Alary-Ruelle, (Imprimeur et photographe), éditeur à Paris.
- Albaille L. J., éditeur à Montpellier (Hérault).
- Albert, éditeur à Thézan-des-Corbières (Aude).
- Algret, éditeur-photo. à Descartes (ex La Haye-Descartes) (Indre-et-Loire)
- Albert photographe à Lens(PdC).
- Albietz, photographe, éditeur de cartes militaria.
- Alix, éditeur à Bagnères-de-Bigorre (Hautes-Pyrénées).
- Alix (N), (papeterie, tabac, journaux), éditeur à Niort (Deux-Sèvres).
- Alle P., Photographe-Éditeur Aumont (Lozère)
- Allevy : 1 carte (inondation 1910 Paris) tampon au dos : Photographe, L. MULLOT, Ed. ALLEVY, Successeur, 2 boulevard Beaumarchais, Paris
- Alexandre libraire à Lens (Pdc)  (avant 14)
- Alliaume, photographe, 69, rue de Bretagne à Laval (Mayenne).
- Allorge (Paul), éditeur à Montlhéry (Hauts-de-Seine) de nombreuses séries consacrées commune par commune à l'ancien département de Seine-et-Oise. Par exemple, la série série Ee7 est consacrée à Étampes.
- Alsacienne des Arts Photomécaniques (Compagnie), éditeur à Strasbourg (Bas-Rhin).
- Amalvy, photographe éditeur à Rabastens-Coufouleux (Tarn).
- Amat R., Photographe-Éditeur (Ispagnac - Lozère).
- Amaury, en fait Amaury Hamonic, fils d'Émile Hamonic, auquel il succède en 1922, jusqu'en 1951.
- Andrié (Roger) (Osse en Aspe) Fils d'Emile Andrié
- Andrié (Emile) (Osse en Aspe) Père de Roger Andrié
- Andrieu (Émile), photographe et éditeur à Morlaix (Finistère).
- Andrieu (F.), éditeur dans l'Aude.
- Andrieux, éditeur à Cierp (Haute-Garonne).
- Anduze, Photo Photographe-Éditeur à Anduze (Gard).
- Anglaret, éditeur à Quimper (Finistère).
- Antoine (E.), éditeur à Plombières-les-Bains (Vosges)
- APA, éditeur de cartes concernant au moins Villeneuve-d'Aveyron (Aveyron).
- APA POUX, éditeur à Albi (Tarn), groupe As de Cœur, qui couvre les produits touristiques partout en Occitanie et au delà.
- APS-C Atelier Photographique Studio Carnier à Deauville (Calvados) Eric Carnier Photographe Artiste Auteur Éditeur.
- APM quelques cartes de la crue à Paris en janvier 1910.
- Aqua Photo L V & Cie, Léopold Verger, Paris.
- Arambourou (Ch.), photographe à Châtellerault (Vienne).
- Arc tendu (édition), 21 rue Chauchat à Paris.
- Ardillier (Bazar), éditeur à Guéret (Creuse).
- Ardant (maison), ancienne boutique de lingerie, papeteries... au 63 avenue de la République à Montgeron.
- Argra, éditeur à Toulouse (Haute-Garonne).
- Arjac, éditeur sur l'île d'Oléron (Charente-Maritime).
- Arlatte (Chicorée), à Cambrai, nombreuses cartes à caractère publicitaires.
- Arnal (Vve), éditeur Librairie place Chaptal Mende (Lozère).
- Arnal (G)., éditeur Le Vigan (Gard).
- Arnaud (B), éditeur à Lyon  et Paris.
- Art (Éditions d'), 117 boulevard Brune, Paris.
- Art (Les Éditions d'Art Yvon), cf. Yvon.
- Artaud, maison d'édition issue de la fusion de Artaud (Gabriel) & Fils, et de Nozais Éditeur, éditeur de CP humoristiques.
- Artaud (Gabriel) (& Fils), éditeurs à Nantes (Loire-Atlantique) avec les Éditions Gaby[1]. Prédécesseurs des Frères Artaud.
- Artaud (Frères), éditeurs à Nantes (Loire-Atlantique). Successeurs en 1966 des éditeurs Artaud Père & Fils. Marque As de Cœur.
- Artige (C), (Fils), éditeur à Aubenas (Ardèche) (rayonnement régional). A réalisé des cartes postales signées "Bromure Artige". Parfois édité avec M.T.I.L.[2]
- Artistes Paysagistes éditeur à Aigueperse (Puy-de-Dôme).
- Artistic, 117 boulevard Brune et 6, rue du Cotentin, Paris.
- Artistique (Édition) du Salève (Haute-Savoie).
- Arts Graphiques (les) éditeur 14 rue de la Concorde Toulouse (Haute-Garonne).
- As de Cœur: marque sous laquelle sont éditées les cartes postales de Artaud Frères depuis 1968, les éditions Apa Poux pour l'Occitanie depuis 1905[3], et PEC Éditions.
- As de Trèfle est souvent pris à tort pour un éditeur alors que c'est un fabricant de papier photographique.
- Astay (J) éditeur à Montpellier (Hérault).
- Astoin (Adrien), éditeur à Barcelonnette (Alpes-de-Haute-Provence).
- Atar, (Ateliers artistiques de la Société genevoise d'Édition) imprimerie et édition de cartes françaises fondée à Genève (Suisse) en 1896.
- Atger Édition, éditeur à Saint-Jean-du-Gard (Gard).
- Audumares éditeur dans les P.O, successeur des éditions PAP (Pages) Perpignan.
- Aussel, éditeur à Saint-Germain-de-Calberte (Lozère).
- Auchère, éditeur à Pussay (Essonne).
- Audace Média Sarl, éditeur de Essonne Magazine, cartes postales de paysages et fonds d'écrans basé en Essonne.
- Auditcomin.com fournisseur des éditeurs de cartes postales.
- Augeix éditeur à Boësses (Loiret).
- Autixier (Urbain), éditeur à Boussac (Creuse).
- Auxenfans, éditeur à Bourges (Cher).
- Auzoux H., éditeur, journaux à Laon (Aisne).
- Avignon, éditeur à La Palme (Aude).
- Aymonier, éditeur du massif des Bauges en Savoie. Il sera repris par le grand éditeur chambérien Louis Grimal (voir ce nom).
- Azalbert (Antoine), (propriétaire de Vignobles), éditeur à Narbonne (Aude).

- Haut – A
- B
- C
- D
- E
- F
- G
- H
- I
- J
- K
- L
- M
- N
- O
- P
- Q
- R
- S
- T
- U
- V
- W
- X
- Y
- Z

## B
- B. D., éditeur à Roubaix (Nord). Nom complet: J. BAUCHART-DUPONT (éditions sur Arras et Roubaix).
- B. D., éditeur à Chaulnes (Somme).
- B. D., éditeur à Laval (Mayenne).
- B. F., éditeur à Chalon-sur-Saône (Saône-et-Loire).
- B. F. (Berthaud Frères), éditeur à Paris, dès 1900. Cet éditeur a réalisé notamment des cartes avec des douaniers à la frontière ainsi que des cartes sur l'inondation de 1910 à Paris.
- B. G., éditeur à Paris, portant le signe curieux "B G - Paris 556", produit de nombreuses cartes grivoises, érotiques et anticléricales depuis au moins 1907 jusqu'à la guerre.
- B.J.C., éditeur à Paris.
- B. R. (Bloc Frères), éditeur à Bordeaux (Gironde).
- B. & F. (Briquet & Fils), papetiers et éditeurs de cartes françaises à Genève (Suisse). Il existe des cartes sur l'inondation de Paris en 1910 avec B & F comme éditeur : est-ce bien celui-ci ?
- B. & G. (imprimerie), éditeur à Lyon (Rhône).
- B. & H., éditeur à Joinville-le-Pont (Val-de-Marne).
- Babilonne (R. P.), (librairie-papeterie), éditeur à Pondichéry.
- Bachelier, (photographe), éditeur à Plombières-les-Bains (Vosges).
- Bachofen & Brugger, papetiers et éditeur de cartes françaises à Genève (Suisse).
- Bacuet (G), photographe à Neuvic d'Ussel (Corrèze).
- Badie. éditeur à Céret (Pyrénées-Orientales).
- Baffert (C), éditeur à Grenoble (Isère).
- Bagneux (Alain), (imprimeur), éditeur à Paris.
- Bahon-Rault (L.), édit., Rennes (Ille-et-Vilaine).
- Baillou (Cl. E.).
- Bailly, éditeur à Étang-sur-Arroux (Saône-et-Loire).
- Ballerini, éditeur à Milly-la-Forêt (Essonne)
- Bandieri (Antoine), photographe-éditeur au moins en 1906-1913, italien né en 1870 à Boretto, exerçant place Coullet à Saint-Raphaël (Var).
- Ballot, épicier à Brouy (Essonne), éditeur de cartes réalisées en fait par l'éditeur parisien Cosson.
- Bar (Marius), éditeur à Toulon, maison toujours existante.
- Barat, Saint-Quay-Portrieux (Côtes-d'Armor).
- Barbut, éditeur à Ornaisons (Aude).
- Bardain, éditeur à Perpignan (Pyrénées-Orientales).
- Barde, éditeur de cartes de la Creuse.
- Bardou, éditeur à Lézignan-Corbières (Aude).
- Bardou (T), éditeur à Loches (Indre-et-Loire).
- Barnaud (Frédéric), photographe, éditeur, 27 rue des Chenizelles, à Laon (Aisne). Énorme production concernant les arrondissements de Laon, Saint-Quentin, Vervins et Soissons (Aisne). Il s'était notamment spécialisé dans les vues de châteaux, fermes et maisons bourgeoises.
- Baron frères, photographes et éditeurs à Douai (Nord).
- Barou, éditeur, à Sablons (Isère). Un cliché signé C.D. porte le numéro 550.
- Barral, F., éditeur à Rogues (Gard).
- Barraud (Librairie), à Angoulême (Charente).
- Barraud (G.) phot. édit. à Viarmes (Val-d'Oise).
- Barré et Dayez, éditeur à Paris (Seine).
- Barre (Armand), éditeur à Ambarès-et-Lagrave (Gironde).
- Barreau (Pierre), éditeur à Bordeaux (Gironde).
- Barrière, éditeur (région Poitou).
- Bartholone (O), lib.-édit. Cadillac (Gironde)
- Basset (J), dit JB, éditeur à Lézignan-Corbières (Aude).
- Bassin Méditerranéen (Les Éditions du), éditeur des cartes publicitaires Tour du Monde Amora.
- Basuyau et Cie (Henri), impr. phot. à Toulouse.
- Baud  (ABEM) (A Baud Emile Mugnier), éditeur à Annecy (Haute-Savoie).
- Baudel, (librairie) éditeur à Saint-Céré (Lot).
- Baudet, éditeur à Aillas Gironde.
- Baudillon (A), éditeur à Toulouse et Luchon (Haute-Garonne).
- Baudinière, imprimeur à Nanterre (Hauts-de-Seine) ou 40 rue du Caire Paris (CPA de guerre 1914-18 - sous logo « Phot-Express ») — cf. La Pensée.
- Baudouin (Vincent) (Photo-ateliers) éditeur.
- Bauer (Louis), (dans un logo : casque de poilu), imprimeur à Dijon (Côte-d'Or).
- Bauer Marchet et Cie, Dijon (avant le casque de poilu, dans un logo rond).
- Baufoin, éditeur prête-nom à Étampes (Essonne).
- Baugé, éditeur à Ambès (Gironde).
- Bayard, éditeur à Lézignan-Corbières (Aude).
- Baylone frères, éditeurs à Nice (Alpes-Maritimes).
- Bazantais, éditeur Bazantais et Brouard, Agence générale de location Paramé (Ille-et-Vilaine).
- Bazar Parisien, éditeur à Langogne (Lozère).
- Bazar Parisien, éditeur à Paramé (Ille-et-Vilaine).
- Bazar de la Mer, éditeur à Paramé (Ille-et-Vilaine).
- Bazar des Nouvelles Galeries E. Bertrand à Ham (Somme)
- Bazar Soulier, éditeur  Le Vigan (Gard).
- Beaujard (F), imprimeur et éditeur à Essonnes.
- Beaujoin, éditeur de cartes de Bessé-sur-Braye (Sarthe). Dans l'angle opposé, un petit as de pique est peut-être une marque d'imprimeur ?
- Bedos et Paincout, éditeur à Narbonne (Aude).
- Bégarie, édition de luxe à Lourdes (Hautes-Pyrénées).
- Bégnard (Ch), éditeur à Poitiers (Vienne).
- Béguin, éditeur à Saint-Gérand-le-Puy (Allier).
- Béguin, éditeur à Vichy (Allier), avenue J.-B. Bulot. Le même que le précédent ? Marque : Idéal.
- Béguin (A.), éditeur à Fougerolles (Haute-Saône).
- Bellegarde (A.), photographe éditeur, 2, rue Manuel, Paris (VIIe), a réalisé de nombreux photomontages avant la Première Guerre mondiale.
- Bénaglia (M), éditeur à Annemasse (Haute-Savoie).
- Benoist (A), éditeur à Luchon (Haute-Garonne).
- Berdagué Mary-Bernard, éditeur à Perpignan (Pyrénées-Orientales).
- Bergeret (Albert), (A. B. & Cie), éditeur de rayonnement national à Nancy (Meurthe-et-Moselle).
- Bergevin (Éditions Artistiques Raymond Bergevin), éditeur à La Rochelle. Raymond Alphonse Bergevin est né dans la Sarthe, à La Châtre, en 1878. Il décède le 15 octobre 1953, à son domicile 14 rue Bazoges à La Rochelle. Dans les années 1920, il choisit le pseudonyme « Ramuntcho » comme signature de la plus grosse partie des cartes postales qu'il édite.
- Bernard, photographe-éditeur à Belley (Ain).
- Bernard, éditeur à Nîmes (Gard). Jean Bernard signe parfois J.B.E.N.P.
- Bernard (L.) édition à Mortefontaine (Oise).
- Bernheim, Charles Moïse le Père et ses filles photographes-éditeurs Le Vigan (Gard) et à Nîmes pour Andréa (jusqu'à sa déportation en 1944).
- Bernon-Dauphin-Rullaud - Épicerie Centrale - Place du Marché aujourd'hui place de la République - Bélâbre - Indre (36).
- Berthaud Frères, éditeurs à Paris, de rayonnement national, sous le sigle « B.F., Paris » suivi d'un petit dessin (un héliotrope couché, rappel de la maison Hélios). Actifs de 1889 à 1908 environ, ils ont publié vers 1906 des versions sommairement colorisées qui connurent un certain succès.
- Berthe (Alfred dit Arthur), libraire, éditeur à Vailly-sur-Aisne (Aisne), rue d'Aisne. Les premiers clichés ont été réalisés par le photographe soissonnais Leloup, mais la quasi-totalité des vues éditées sont l’œuvre des photographes soissonnais Antoine et André Vergnol, père et fils (leur magasin était situé au 20-22, rue de la Bannière, à Soissons). Il a produit plusieurs milliers de cartes concernant l’ensemble de l’arrondissement de Soissons et au sud de l’arrondissement de Laon (Aisne), avec quelques incursions dans le département de la Marne. On lui doit environ 1500 cartes, même s'il a initié une série numérotée de 5000 cartes.
- Berthéas (P), éditeur à Tence (Haute-Loire).
- Berthier, buraliste éditeur à Limours (Essonne), débitant de cartes produite par la Phototypie Baudinière (Paris)
- Berton, à Sainte-Maxime ;
- Bertrand Bonnaud, photographe - éditeur (Bouches-du-Rhône).
- Bertrand, éditeur à Monnetier-Mornex (Haute-Savoie).
- Bertrand et Rey, éditeurs à Rabastens (Tarn).
- Bessot et Guionie, éditeurs à Brive-la-Gaillarde (Corrèze).
- Béziat, éditeur à Ginestas (Aude).
- Biard (J.), éd. à Méru (Oise).
- Bienaimé (J), phototypie, à Reims (Marne).
- Bienvenu (A), 36 Blvd Raspail (Paris).
- Biez, éditeur de cartes de Monsols (Rhône).
- Bigorgne (A), (photographe), éditeur à Montdidier (Somme).
- Bijou, éditeur en Savoie.
- Billaud (Victor), éditeur à Royan (Charente-Maritime). Victor Billaud (1852-1936), gendre de l'imprimeur Lemarié de Saint-Jean-d'Angely, s'était fixé à Royan en 1877. Imprimeur, directeur de journaux, poète et photographe, il a produit une Collection de plus de quatre cents cartes postales de Royan et ses environs dans les années 1900[4]. (Biographie : Consulter Victor Billaud, le chantre de Royan, de Monique Chartier, Ed. Bonne Anse, 2005).
- Binetruy, éditeur (Aude).
- Birgé, éditeur (Paris).
- BL (éditions d'Art), éditeur à Lagnieu (Ain).
- Blaise et Goutagny (B&G), éditeur à Lyon (Rhône).
- Blanc (C), éditeur à Tarascon (Bouches-du-Rhône).
- Blanc G, éditeur à Manosque - chemin des Plantiers, (Alpes-de-Haute-Provence) production plus de 2500 cartes.
- Blanc (Louis), éditeur à Montmélian (Savoie). Sa production se situe autour de 2100 cartes.
- Blanchard, éditeur à Vienne (Isère).
- Blanchard, éditeur 244 Faubourg Saint-Antoine Paris.
- Blanchard, édit, Passage des Variétés, Reims
- Bleuet - Paris - Spécialisé dans les CPA Fantaisies.
- Bloc Frères, éditeurs à Bordeaux.
- Blot (L), photo, Nevers (Nièvre).
- Boaniche (S), éditeur, 182 rue des Pyrénées à Paris.
- Boëns (J), éditeur à Fourmies (Nord). Cet éditeur a réalisé notamment des cartes avec des douaniers à la frontière franco-belge.
- Bogat, éditeur à Annemasse (Haute-Savoie).
- Bois, éditeur à Étampes (18 rue Saint-Antoine), a donné une série coloriée.
- Boissier, éditeur à Lézignan-Corbières (Aude).
- Boissier, éditeur buraliste à Génolhac (Gard).
- Boisson (L.), éditeur 50 rue du Temple Paris (Seine), signature Lulu.
- Boissonnas (Fréd) et Cie, photographe et éditeur de cartes françaises à Genève (Suisse).
- Boiziau (Albert), Imprimeur-Photographe à Tours (Indre-et-Loire).
- Bolmont (A.), éditeur à Le Val-d'Ajol (Vosges).
- Bondurand (s.l.]
- Bonin et Farge, Photographe à Alès et Nîmes (Gard).
- Bonnaves, éditeur (Fournitures bureau et tabac) Narbonne (Aude).
- Bonneau (J.), éditeur de cartes à Calais (Pas-de-Calais).
- Bonnet (J.), éditeur de cartes de Lodève (Hérault).
- Bonnet (Veuve), éditrice à Ventenac-en-Minervois (Aude) (Photo Galbiatty, Béziers).
- Bontemps, horloger-bijoutier à Plombières-les-bains, (Vosges).
- Bordarier, Gaston (1871-1956) Photographe-éditeur à Saint-Jean-du-Gard (Gard). Cet éditeur est fameux pour la qualité de ses cartes sur la vie quotidienne dans les Cévennes.
- Borne J., successeur de Gaillard-Prêtre, éditeur à L'Isle-sur-le-Doubs (Doubs).
- Borné, A., libraire, éditeur à Arpajon.
- Bos Éditions (Groupe Editor), éditeur de cartes postales et produits touristiques en Auvergne, Aveyron et Lozère. Entreprise située à Ytrac (Cantal).
- Boube, buraliste, éditeur à Le Martinet (Gard).
- Boucher (André), éditeur à  Tours (2 rue Condorcet) (Indre-et-Loire).
- Bouchetal G., 72, Boulevard de l'hôpital, Paris.
- Bougardier L., éditeur-libraire à Dourdan (Essonne), de 1903 à 1914.
- Bougault (A.), photographe en Afrique du Nord et pour la Marine
- Bougé-Béal, éditeur-libraire à Clermont-Ferrand (Puy-de-Dôme), 25, rue de l’Écu.
- Bouillon, édit., 128 rue des Couronnes, Paris.
- Bouis (Achille), (photographe) éditeur à Montauban (Tarn-et-Garonne).
- Bourcier (Me), éditeur à Grenoble (Isère).
- Bourdier-Faucheux, (Héliotypie), ou A. Bourdier (imp. édit.), éditeur à Versailles.
- Th. Boureau, photographe à Limoges.
- Bourgeois, ou Phototypie Bourgeois Frères, imp. à Chalon-sur-Saône (Saône-et-Loire). « Collection des Châteaux de Bourgogne ».
- Bourgogne (J), dit JB, éditeur à Château-Thierry (Aisne).
- Bourrit (R.), édit. Café du chalet à Senlis (Oise).
- Bouschet, éditeur à Le Martinet (Gard).
- Bousquet (tabacs), éditeur à Lézignan-Corbières (Aude).
- Boussuge, J. Boussuge, Jh. Boussuge, (Joseph) Début des années 1900 à Fort National, en Algérie (Types kabyles), puis quelques militaires sur l'expédition au Maroc en 1907 qu'il suivra en s'installant à Tanger puis à Casablanca où il édite jusqu'en 1915 environ, principalement des thèmes militaires et quelques Scènes, Types et Fantaisie - Clichés et tirages généralement excellents.
- Boutain Adeline, 1899-1946, photographe et éditeur à Saint-Gilles-Croix-de-Vie (Vendée).
- Bouteille (A), (imprimeur), éditeur à Breteuil (Oise).
- Boutellier (A), photographe, éditeur à Épinal (Vosges).
- Boutet, éditeur à Bordeaux (Gironde).
- Boutet (Ant), éditeur à Ginestas (Aude).
- Boutillier (A), (La Photo d'Art), (Photographe) éditeur à Gex (Ain).
- Boutin (E), éditeur à Arcachon (Gironde).
- Boutroue A, photographe-éditeur et libraire à Dourdan (Essonne), de 1901 à 1918.
- Bouveret (J.), Photo Edition, Le Mans (Sarthe) et Châteaudun (Eure-et-Loir).
- Bouvet Sourd, éditeur à Toulon (Var), 8, rue Leblond-Saint-Hilaire.
- Boyer Paul, photographe à Romans (Drôme).
- Boymond (Charles), éditeur à Saint-Julien-en-Genevois (Haute-Savoie).
- Brabo Julien (1859-1936), photographe-éditeur, est connu sous le pseudonyme de Jean Castagno. Ses cartes possèdent souvent une légende en occitan. Il est l'auteur de nombre des cartes de la Papèterie Nouvelle à Alès (Gard).
- Brand (Ch), éditeur à Neydens et Saint-Julien-en-Genevois (Haute-Savoie).
- Brault (Joseph), éditeur à Manthelan (Indre-et-Loire).
- Braun, éditeur à Royan (Charente-Maritime).
- Braun (Gaston), éditeur à Paris. Détient le droit exclusif de photographier les œuvres conservées dans le musée du Louvre, ainsi que dans les châteaux de Chantilly et de Versailles.
- Braun et Cie, éditeur à Mulhouse-Dornach (Haut-Rhin).
- Brebion éditeur et Hôtel-restaurant a édité des cartes de Rothéneuf (Ille-et-Vilaine).
- Brechenmacher, photographe, imprimeur et libraire à Wasselonne (Bas-Rhin).
- Bréchet (Jules), photographe et éditeur à Caen (Calvados).
- Breffeil, éditeur à Castelnaudary (Aude).
- Bréger, éditeur à Étampes (Essonne).
- Breger (A.) frères, procédé Photo-Email, Déposé, éditeur 9, rue Thénard à Paris Carte précurseur de Toulouse (Hôtel de Pierre).
- Breger (A.) frères, phototypie, éditeur 9, rue Thénard à Paris série « Souvenir des Inondations de janvier 1910 » NEOBROMURE (ou Simi-Bromure).
- Breithaupt (J., Spécial-Photo), éditeur de cartes françaises à Genève (Suisse).
- Breiz E. H., voir Hamonic (Émile) à Saint-Brieuc (Côtes-d'Armor).
- Brémond, éditeur à Bordeaux (Gironde).
- Brémont, éditeur à Beaumont-sur-Oise (Val-d'Oise).
- Brès A, photographe-éditeur à Anduze (Gard).
- Bresson (Ch.), éditeur à Berck (Pas-de-Calais). Marque : A Jeanne d'Arc.
- Breysse, éditeur à Le Martinet (Gard).
- Bride (L.), (Lunetterie), éditeur aux Rousses (Jura).
- Brière, éditeur à Étampes (Essonne).
- Brindelet (G.), photographe, éditeur, 39 rue Saint-Nicolas, à La Ferté-sous-Jouarre (Seine-et-Marne), c:Category:G. Brindelet
- Bringuier (Solère), éditeur dans l'Aude.
- Briolat, à Saint-Tropez ;
- Briquet (E.), éditeur à Toul (Meurthe-et-Moselle).
- Briquet & Fils (Édouard et Paul, B&F), papetiers et éditeurs de cartes françaises à Genève (Suisse).
- Broc (P.), éditeur à Claira (Pyrénées-Orientales).
- Brocherioux (Émile), photographe et éditeur de cartes fantaisies à Paris (Île-de-France).
- Brocquet, éditeur à Paris (Île-de-France).
- Brûlé, Edition
- Bruel (André), phototypie à Angers (Maine-et-Loire). Sigle : A.B.
- Brun frères, (Libraires) éditeurs à Perpignan (Pyrénées-Orientales), 22 rue des Augustins.
- Brun (J. Brun et Cie), Éditeurs à Carpentras (Vaucluse).
- Ch. Brunel, Éditions d'Art OR, place Saint-Maurice à Reims (Marne)
- Brunel (photographe), éditeur à Alès et à La Grand-Combe (Gard) (rayonnement sur les Cévennes).
- Bulloz(Jacques-Ernest), clichés et des cartes postales artistiques et muséographiques dans les années 1920.
- Bulteau (Marcel), (photographe), éditeur à Armentières (Nord). Avant la Première Guerre mondiale.
- Bultel, éditeur photographe à Méru (Oise).
- Bunel (Paul), photographe, éditeur à Vimoutiers sous la marque P. B. V. ; cartes parfois dessinées signées F.B. (Fernande Bunel)[5].
- Buquet (Charles), (épicerie centrale), éditeur aux Petites Dalles (Seine-Maritime).
- Buret, éditeur à Ivry.
- Burnat, tabac, éditeur à Bruyères-le-Châtel (Essonne), années 1930.
- Buss (Georges), Phot. éditeur à Saint-Dié (Vosges).

- Haut – A
- B
- C
- D
- E
- F
- G
- H
- I
- J
- K
- L
- M
- N
- O
- P
- Q
- R
- S
- T
- U
- V
- W
- X
- Y
- Z

## C
- C. A. R. (= ?), éditeur de Cartes de Dunkerque, (Nord), vers 1910-1920.
- C. B., Phototypie CH. Chambon (Bordeaux).
- C. C. (voir Carrache).
- C. H., édit. à L. (O).
- C. L. B., voir Lardier C. (Besançon).
- C. L. C., voir L'Hôpital (Charles).
- C. M. = Charles Maindron, 8 rue Dailly à Saint-Cloud, également photographe du service technique du métropolitain.

- C. P., voir Comptoir Parisien

- C. P. A. (Carte postale artistique), 25 quai Voltaire, Paris.

- C. P. C. (Studio C. P. C. - Cartes Postales et Collection) à Eauze dans le Gers.
- C. S., voir Charles Soyez, éditeur à Lille (Nord) pendant la Belle Époque.
- C. V. éditeur de Rouen rattaché aux « Imprimeries Réunies de Nancy ».
- CA, éditeur à Bessèges (Gard).
- CAB, éditeur de cartes de Seine-Maritime.
- Cadé (F), (photographe), éditeur à Méharicourt (Somme).
- Cadet (Arthur), photographe, éditeur à Laon (Aisne), 63, rue Saint-Martin.
- Cahours-Daumet, éditeur à L'Estréchure (Gard).
- Caillaud (G), éditeur à Chauvigny (Vienne).
- Cailleux (Edition) [S.l.].
- Cailteux (Edmond), éditeur à Lille sous le sigle E.C. pendant la Belle Époque. S’associe à Gorlier après la Grande Guerre sous le nom « Veuve Cailteux-Gorlier ».
- Caius (Émile), photographe, éditeur à Autun (Saône-et-Loire).
- Campredon Fils, éditeur à Saint-Laurent-le-Minier (Gard).
- Canaguier, éditeur à Trèves (Gard).
- Candeille (Paul), éditeur de cartes dans la Somme.
- Cantine Permanente (La), éditeur à La Courtine (Creuse).
- Cantaloup (B), Photo-éditeur à Luchon (Haute-Garonne).
- CAP, Compagnie Alsacienne des Arts Photomécaniques, éditeur à Strasbourg, (Bas-Rhin), 11 rue des Juifs.
- Capaumont (H), éditeur à Lassigny (Oise).
- Capestan, éditeur à Bordeaux (Gironde).
- Caravano (A), éditeur à Bougie (Algérie).
- Cardonnet (P), (gérant de l'hôtel des Tilleuls), éditeur à Saint-Étienne-Vallée-Française (Lozère) Cartes identiques à celles de Péladan et imprimées par Combier.
- Caron (Léon), (photographe), éditeur à Amiens à la Belle Époque.
- Carrache (C. C.), éditeur à Pau (Pyrénées-Atlantiques).
- Carrafancq (Lescun).
- Carreau (F.), imprimeur à Toucy (Yonne), "Tous droits réservés".
- Carrère (E), éditeur à Rodez (Aveyron).
- Carrié (A.), éditeur à Villeneuve-d'Aveyron (Aveyron).
- Carrier, éditeur à Lyon (Rhône).
- Carron (Edition), ?
- Cartes d'Art, éditeur de cartes postales à Paris (Île-de-France).
- Carterie occitane, Toulouse - Portet-sur-Garonne (Haute-Garonne).
- Cart'image, éditeur de cartes postales à Périgueux (Dordogne).
- Cas-Daret éditeur de cartes de la Somme.
- Casanova, (Coll.), éditeur à Banyuls-dels-Aspres (Pyrénées-Orientales).
- Cassel-Vasset éditeurs à Ham (Somme).
- Castella (D), éditeur à Ganges (Hérault).
- Castie (Justin), éditeur à Lézignan-Corbières (Aude).
- Catala (Frères), Imprimerie, Paris (mentions inscrites dans un petit sigle rond) ; 31 Rue Marie-Éléonore-de-Bellefond, Paris.
- Caudebec (Marcel), photographe-éditeur à Rabastens (Tarn).
- Caujolle, photographe-éditeur à Marseille (Bouches-du-Rhône).
- Cauquil (Veuve), éditrice à Sigean (Aude).
- Causeret, éditeur à Fougerolles (Haute-Saône).
- Cauvel, éditeur de cartes de Seine-Maritime.
- Cauvin, éditeur à Nice (Alpes-Maritimes).
- Cayeux, Mr André à Persan Beaumont (Val-d'Oise).
- Cayez (A), éditeur de cartes de Seine-Maritime.
- Cayez Fils, éditeur-photographe à Dunkerque.
- Cazeaux, éditeur à Toulouse (Haute-Garonne).
- CC&CC (Charles Collas & Compagnie Cognac), éditeur de rayonnement national à Cognac (Charente).
- Cely à Castelsarrasin (Tarn-et-Garonne).
- Ceko (le C entourant les lettres eko) Fabrication Française, éditeur de cartes humoristiques, entre deux guerres.
- Cellard (J), éditeur à Lyon (Rhône).
- Cendral (A), éditeur à Fontiers-Cabardès (Aude).
- CER (Savoie).
- CGF (Comptoir Général du Fumeur), éditeur 51 rue Émile-Zola à Tours (Indre-et-Loire).
- Chabert (Georges), éditeur rayonnant au moins sur Égreville (Seine-et-Marne).
- Chaduc (M.), édition, librairie, papeterie, imprimerie à Pont-de-Vaux (Ain).
- Chafré (J) (phot.), éditeur à Tuchan (Aude).
- Chalbrette, libr. à Creil (Oise).
- Challigne, éditeur Photos Challigne à Val Saint-André.
- Chamarre (Veuve), éditeur à Ploërmel (Morbihan).
- Chambion (Librairie du Centre), éditeur à Villefranche-sur-Saône (Rhône).
- Chambon, éditeur à Villefort (Lozère).
- Chambre Syndicale Française des Éditeurs de la Carte Postale Illustrée, CPI (Logo dans un écusson), (Sigle).
- Champeaud (Georges ou G.), éditeur à Limoges (Haute-Vienne) (Abeille dans un cercle).
- Champeaud & Terrasson, éditeur à Limoges (Haute-Vienne), C.T. puis C.T./L.
- Chantal éditeur à Rueil-Malmaison (Hauts-de-Seine).
- Chapeau (François), éditeur à Nantes (Loire-Atlantique). Certaines cartes sont signées "ROSY".
- Chapel (A.), éditeur à Saint-Trojan-les-Bains (Île d'Oleron, Charente-Maritime).
- Chapuis (Papeterie) à Montélimar (Drome)
- Charnaux Frères, photographes et éditeurs de cartes françaises à Genève (Suisse).
- Charpenet, éditeur à Saint-Just-en-Chevalet (Loire).
- Charrouin (Auguste), (23/10/1877 à Vienne / 17/10/1918 à Tours) - (photographe-éditeur à Tours, (Indre-et-Loire). Commerce sis 16 boulevard Thiers jusqu'en 1916, date où il le vend...
- Chartier (R.), éditeur (Vienne ?).
- Charvet (P), photographe-éditeur à Davayé (Saône-et-Loire).
- Chaseray (Edmond), photographe-éditeur à Braye-en-Thiérache (Aisne), au Val-Saint-Pierre, rayonnant sur tout son département.
- Chatagneau (L.), éditeur de cartes postales pour Elcé, Bordeaux (Gironde).
- Chaudruc (A.), librairie-papeterie à Agen (Lot-et-Garonne).
- Chaumont, éditeur sans lieu indiqué (mais a publié sur Nogent-sur-Marne).
- Chauvillon (E.), édit., Reims
- Chemin-Demigny (G.), éditeur à La Ferté-Alais (Essonne).
- Chêne, éditeur.
- Chertier, éditeur à Villenauxe-la-Grande, (Aube)
- Chevalier, éditeur à Cruseilles (Haute-Savoie)
- Chevalier, éditeur à La Roche-sur-Foron (Haute-Savoie)
- Chevallier-Dourin, libraire à Ecommoy (Sarthe), signe et diffuse des CPA des Editions J. Malicot, à Sablé-sur-Sarthe.
- Chevenet ou Cheveret (A.), Edition de l'Orge, Savigny (Savigny-sur-Orge, Essonne).
- Chevillot, éditeur à Grange-le-Bourg (Haute-Saône).
- Chevrier, éditeur à Paris (Île-de-France).
- Chevrinais ( A.), photographe à Mayenne (Mayenne).
- Chiappetti (F.), éditeur de cartes françaises à Genève (Suisse).
- Chicorée Arlatte, v. Arlatte (Chicorée)
- Chipault, éditeur à Boulogne sur Seine.
- Choisy, éditeur de cartes de Seine-Maritime.
- Chollet (Edouard), éditeur, 39, rue Châtelaine, à Laon (Aisne).
- Chrétien (J), éditeur à Saint-Julien-en-Genevois (Haute-Savoie).
- Cigogne (La), éditeur à Paris, 111 rue Réaumur. Une série est consacrée à Étampes dans les années 1930.
- Cigogne (La), éditeur à Bordeaux (Gironde) pour Hachette.
- Cigogne (La), éditeur à Deauville (Calvados), 25, avenue de la République.
- Cigogne (La), éditeur à Grenoble (Isère), 1, rue de Palanka
- Cigogne (La), éditeur à Lyon (Rhône)
- Cigogne (La), éditeur à Monaco, 1bis rue Grimaldi (CPSM)
- Cigogne (La), éditeur à Nantes (Loire-Atlantique)
- Cigogne (La), éditeur à Reims (Marne), 10, rue de Talleyrand (exclusivité Hachette).
- Cigogne (La), éditeur à Strasbourg (Bas-Rhin).
- Cigogne (La), éditeur à Vichy (Allier), place de l'Hôtel-de-Ville.
- CIM, initiales de « Combier Imprimeur Mâcon », écrit « Cim » sous forme de signature ; à l'origine « Combier », du nom du fondateur Jean Combier, éditeur à Mâcon, de rayonnement national, également éditeur de très nombreuses cartes du Maroc.
- Clara (Mlle Pierrette), éditrice à Rivesaltes (Pyrénées-Orientales)
- Claude (col.), éditeur sans lieu indiqué mais a publié sur Nogent-sur-Marne.
- Cliche Photos, éditeur collection cliché photos à Paramé (Ille-et-Vilaine).
- Club Cévenol, éditeur  de cartes non photographiques puis photographiques (Gard, Lozère, Ardèche).
- Clément (A), éditeur de cartes de la Creuse.
- Clément (Émile), Tournier (Marius) et Cie, quincailliers et éditeur de cartes françaises à Genève (Suisse).
- Clément (Gaston), photographe 97 rue Mainin à Paris, auteur de cartes-photos au moins en 1907.
- Clerc-Darcy, éditeur à Semur (Côte-d'Or)
- Club Neudin - Cartes Modernes numérotées (CPM)
- Coche, éditeur à Barcelonnette (Alpes-de-Haute-Provence).
- Coignet (A.) éditeur à Athis-Mons (Essonne)
- Col (M), (Libraire), éditeur à La Côte-Saint-André (Isère).
- Colinet-Bertrand, éditeur de cartes du Nord.
- Collardelle (Martin), à Verdun (Meuse).
- Collas (CC&CC soit Charles Collas & Cie Cognac = la marque au trèfle), éditeur de rayonnement national à Cognac (Charente).
- Combaud, éditeur, à Mansle (Charente).
- Combel (A), éditeur à Anduze (Gard).
- Combier (Jean), voir CIM.
- Combier (F.), photographe-éditeur à Etaples, (Pas-de-Calais), 123 rue des Rosamel.
- Compagnie Alsacienne des Arts Photomécaniques, CAP, éditeur à Strasbourg (Bas-Rhin).
- Comptoir Parisien (C. P.), éditeur à Paris. Séries consacrées aux monuments et rues de Paris, au Père-Lachaise, à des « Documents Historiques », mais aussi à certaines villes de la banlieue parisienne[6].
- Congrégation de Saint-Joseph, (Abbaye de Saint-Pierre et Saint-Paul de Cluny), éditeur à l'abbaye de Cluny (Saône-et-Loire).
- Conrard (F), éditeur à Metz (Moselle)
- Corpechot, libraire-papetier éditeur à Pussay (Essonne).
- CPI (Logo dans un écusson), Sigle de la Chambre Syndicale Française des Éditeurs de la Carte Postale Illustrée.
- Corbière (A), éditeur à Ferrals-les-Corbières (Aude)
- Cordier (Jean) Libraire et éditeur de cartes postales (papeterie Cordier, Saint-Lô) à Saint-Lô (Manche), 2 rue du Poids-national, de 1891 à 1919.
- Cormault et Papeghin, éditeur de cartes postales à Paris et à Tours.
- Coron, éditeur, 56 rue des Tournelles à Paris IIIe.
- Cosson, éditeur, 8 rue Pierre-Chausson à Paris Xe.
- Costes (Germain), éditeur à Rabastens (Tarn).
- Costesèque (Paul puis son fils Pierre), photographe et éditeur à Lézignan-Corbières (Aude).
- Couderc éditeur à Fleury d'Aude (Aude).
- Couderc éditeur de cartes de Claira (Pyrénées-Orientales).
- Courdial, éditeur de cartes de Magalas (Hérault).
- Cousin, Edit.
- Coutarel, éditeur à Bessèges (Gard).
- Coutat (P) (DR), éditeur.
- Couté-Migeon, éditeur à Étampes.
- Covin, éditeur à Chambéry (Savoie). Après 1950, a succédé au grand éditeur savoyard Louis Grimal (voir ce nom).
- CPN (Comptoir de Phototypie de Neuchâtel), éditeur de cartes françaises à Neuchâtel (Suisse).
- Crépieux (A.), éditeur à Reims (Marne).
- Cret-Martin, imprimeur, 8, rue du Croissant à Paris (2e).
- Crété (E), éditeur 52 avenue de Breteuil Paris (ancien établissement. Neurdein et Cie).
- Croissant, éditeur à Paris.
- Cuisinier, (Maurice) éditeur à Reims (Marne).
- Cuny, éditeur à Saint-Dié-des-Vosges.

- Haut – A
- B
- C
- D
- E
- F
- G
- H
- I
- J
- K
- L
- M
- N
- O
- P
- Q
- R
- S
- T
- U
- V
- W
- X
- Y
- Z

## D
- D. D., éditeur en Haute-Marne
- D. H., non situé, éditeur de cartes sur la crue de la Seine de 1910 à Paris.
- D. L. et P, Beauvais cf. Notes et références.
- D T, éditeur à Lourdes (Hautes-Pyrénées).
- Dambly, impr. éd. à Chantilly (Oise).
- Damée (H), éditeur. Cet éditeur a réalisé notamment des cartes avec des douaniers à la frontière franco-belge.
- Damry, éditeur Damry Saint-Malo (Ille-et-Vilaine).
- Dany, éditeur à Marmande (Lot et Garonne).
- Darcaigne (Vve), Saint-Just-en-Chaussée (Oise).
- Dargenton, éditeur de cartes dans le Loiret.
- Daubié (Bazar), éditeur à Le Val-d'Ajol (Vosges), sous les noms : Edit. J. Daubié, Bazar - Édition Daubié, Bazar - Édition Vve Daubié, Bazar, Val d'Ajol - Daubié Fils.
- Dautrême (Léopold), éditeur et imprimeur à Déville-lès-Rouen (Seine-Maritime)[7].
- Daval, éditeur à Plombières-les-Bains (Vosges).
- David.
- Davignon (photogr-phototypie) à Le Raincy (Seine-Saint-Denis).
- Debedan (Mme), éditeur de cartes d'Aire-sur-l'Adour (Landes).
- Debedau (A), (RF), éditeur de cartes d'Aire-sur-l'Adour (Landes).
- Debray-Bollez, éditeur de cartes de Crèvecœur-le-Grand (Oise).
- Decelle, éditeur à Compiègne (Oise).
- Dechambe (R), (photographe), éditeur à Ornaisons (Aude).
- Déchelette (Aurélie), éditrice à Rennes (Ille-et-Vilaine).
- Deflandre (A), éditeur à Hautmont (Nord). Cet éditeur a réalisé notamment des cartes avec des douaniers à la frontière du Nord.
- Dejean (Th.) à Caylus, (Tarn-et-Garonne).
- Dejonghe (E.), éditeur à Boulogne-sur-Mer, (Pas-de-Calais), pour Léon & Lévy.
- Delaboissière.
- Delahaye (L), (photographe), éditeur à Amiens (Somme).
- Delahaye (Léon), propriétaire du Bazar Bruyérois, photographe et éditeur à Bruyères-et-Montbérault (Aisne). A produit des cartes d'une grande qualité, notamment plusieurs plans de la diligence reliant Laon à Beaurieux (Aisne).
- Delaire, éditeur à Nogent-sur-Marne (Seine, maintenant Val-de-Marne).
- Delalce, éditeur à Nogent-sur-Marne (Seine, maintenant Val-de-Marne).
- Delaplace, éditeur à Lille (Nord), 20, rue Saint-Gabriel.
- Delarue, éditeur à Sassetot-le-Mauconduit (Seine-Maritime).
- Delattre (F.), éditeur libraire.
- Delattre et/ou Delattre Goudin Libraire, éditeur de cartes postales grand place à Lens (Pas-de-Calais). Prises de vues et piqué des photos de grande qualité documentant les scènes de rue de Lens et au delà dans tout le secteur notamment les scènes de travail et les portraits des ouvrier(e)s des installations de surface de la Cie des Mines de Lens
- Delboy (Daniel), DD, éditeur à Mirecourt (Vosges).
- Delboy (Marcel), M. D., Yobled, phototypie à Bordeaux (Gironde).
- Delcamp, éditeur tabac à Monoblet (Gard).
- Delcourt (Émile Ernest Joseph), 1841- éditeur à Moyenmoutier (Vosges)
- Deleuze (C), éditeur Le Vigan (Gard).
- E Delgorge à Maubeuge.
- H. Delobelle, Epicerie, Nouveautés, éditeur à Saclas (Essonne)
- Delpeint (L), (Phot.), éditeur à Olonzac (Hérault).
- Delpérie, éditeur à Villeneuve d'Aveyron (Aveyron).
- Delsart (J. D. V.), éditeur à Valenciennes (Nord). Cet éditeur a réalisé notamment des cartes avec des douaniers à la frontière du Nord.
- Demarle (L), éditeur à  Roye (Somme).
- Denis, imprimerie papeterie, 88 avenue de la République à Montgeron (Essonne). N'a pas fait énormément de produits, actuellement la boutique existe encore mais ne fait plus de cartes (c'est une librairie).
- Denuc Casimir -  C-D - photographie - Édition des cartes postales « Lyzon » à Montpellier, Marseille, La Cavalerie dans les années 1920 à 1940
- Dépôt de Prisonniers de Guerre d’Étampes. Ce centre de détention édita des cartes postales pendant la Première Guerre mondiale et quelque temps après.
- Déprez, (Restaurant), éditeur à Saint-Blaise (Haute-Savoie).
- Derenne (J), (Mage), éditeur 15 rue de l'Aqueduc à Paris
- Deroye (Jean-Baptiste), éditeur à Sens (Yonne) de la « Collection J.D. » (tourisme et  histoire). Actif entre 1901 et 1918. Les clichés originaux forment un fonds déposé aux archives départementales de l'Yonne.
- Des Gachons (Louis-Didier), éditeur à Étampes rayonnant aussi sur tout le Berry. Vers 1900, une première série est numérotée sans considération de lieu, sous le signe « L.-D des G. ». Ensuite viennent des séries locales (1903-1905), sous le signe « L. des G. ». Le fonds des clichés étampois est revendu à Pierre Royer en 1905.
- Desaix (E), phototypie, 58, rue Notre-Dame-de-Nazareth, Paris (Île-de-France).
- De Sauverzac, photographe éditeur à Trouville-sur-Mer (Calvados).
- Deschamps, éditeur ou Coll. Deschamps.
- Deschaud, éditeur à Alès (Gard), successeur de Girod.
- Deschenes, éditeur à Fougerolles (Haute-Saône).
- Descombes, éditeur Bordeaux (Gironde).
- Descubes P., Éditeur, 11, r. Bargue, Paris (Île-de-France).
- Desjacquot (Aug.), éditeur à Plombières-les-Bains (Vosges).
- Després (A), éditeur à Le Vésinet (Yvelines).
- Desserres (Marc), éditeur à Narbonne (Aude).
- Desvignes, photographe-éditeur à Clamecy (Nièvre).
- Detrixhe (G) éditeur belge d'au moins 12 cartes sur la crue de la Seine de 1910 à Paris, sis : rue de l'Ourthe, 14, Liège.
- Deuzon, opticien à Arles (Bouches-du-Rhône).
- Devaux (édition) "Petit journal"
- Devillers, (librairie) éditeur.
- Diétrich (E.).
- Dieulefils (Pierre), Viêt Nam (Asie du Sud-Est).
- Dino Perpignan / Font-Romeu, repris par les éditions ABL (Villemolaque).
- Diot-Tattegrain, (photographe), éditeur à Picquigny (Somme).
- Distillerie de la Bénéventine, éditeur à Bénévent-l'Abbaye (Creuse).
- Dolbeau (A), Imprimeur-Phot. à 6 rue Auvray Le Mans (Sarthe).
- Dorange (R), éditeur à Tours (Indre-et-Loire).
- Doucet Pierre, éditeur à Lourdes (Hautes-Pyrénées).
- Douchet (Cl), éditeur de cartes dans la Somme.
- Doyen, éditeur à Pont Ste Maxence (Oise)
- Drouot, (Établissements C. Lardier), (CLB), éditeur à Besançon (Doubs).
- Du Camp (Max), éditeur à Sommières (Gard).
- Dubois, éditeur papeterie Dubois Rennes (Ille-et-Vilaine).
- Dubosq (G.), Edit. phot. à Chantilly (Oise).
- Duciel (A), éditeur à Saulieu (Côte-d'Or).
- Ducimetière, éditeur à Monnetier-Mornex (Haute-Savoie).
- Duclos (G.), phot. à Pierrefonds (Oise).
- Ducloz (impr), éditeur à Moûtiers (Savoie).
- Dufey, (librairie), éditeur.
- Dufossez tabacs, Wasquehal.
- Dufour-Champagne, éditeur région Nord-Ouest (?)
- Duflos Émile, imprimeur à Carvin (avant 1914).
- Dugas et Cie (Héliotypie), Nantes (Loire-Atlantique) : un cliché signé S. Bregeon (château de l'Epinay au Bignon).
- Duhé (Jeanne), éditrice à Espalion (Aveyron).
- Dulac (L), éditeur à Fontainebleau (Seine-et-Marne).
- Dumas, éditeur  tabac à Villefort (Lozère).
- Dumesnil-Marguin (Cl), éditeur à Vincennes (Val-de-Marne).
- Dumousset, éditeur  à Clermont-Ferrand.
- Dupas, éditeur Papèterie à Saint-Hippolyte-du-Fort (Gard).
- Dupré (E), éditeur 2 rue Colbert Tours (Indre-et-Loire) - voir A.P.
- Dupré (Paul), libraire, imprimeur, éditeur, 34, rue Croix-Belle-Porte, éditeur à  Saint-Quentin (Aisne). Cet éditeur a produit une importante collection couvrant surtout le nord du département de l'Aisne, mais aussi l'Est de la Somme ou de l'Oise, souvent uniquement repérée par ses initiales (P. D.) dans le titre.
- Duprès, éditeur à Amiens (Somme).
- Dupuis (C), (librairie bonneterie), éditeur à Montdidier (Somme).
- Dupuis, éditeur collection Dupuis et Langeard à Saint-Malo (Ille-et-Vilaine).
- Dupuy (P), éditeur café à Générargues (Gard).
- Durand, phot. (et Edit.) - Tonnerre (Yonne) ; cartes sur Tanlay.
- Durand et Cie (Veuve), éditeur à Clermont-Ferrand sous le sigle VDC.
- Durand (R) éditeur à Toulouse (Haute-Garonne).
- Durandet (vin, tabacs), éditeur à Guillerval (Essonne).
- Duret (A), (Collection du Photo-Club), imprimeur-éditeur au Creusot (Saône-et-Loire).
- Duroch (P), éditeur (agence de location) à Plombières-les-Bains (Vosges).
- Durupt Léo, photographe-éditeur au Val-d'Ajol (Vosges).
- Du Taillis (Jean) photographe-éditeur. Thèmes militaires sur les débuts de la Pacification au Maroc de 1907 à 1912 environ. Matériel de prise de vue « Goerz ». Beaux clichés sépia sur papier chamois très contrastés.
- Dutard, éditeur à Vierzon (Cher).
- Dutot (Paul), (Agence de Location), éditeur à Les Petites Dalles (Seine-Maritime).
- Dutot (Veuve Paul), éditeur à Les Petites Dalles (Seine-Maritime).

- Haut – A
- B
- C
- D
- E
- F
- G
- H
- I
- J
- K
- L
- M
- N
- O
- P
- Q
- R
- S
- T
- U
- V
- W
- X
- Y
- Z

## E

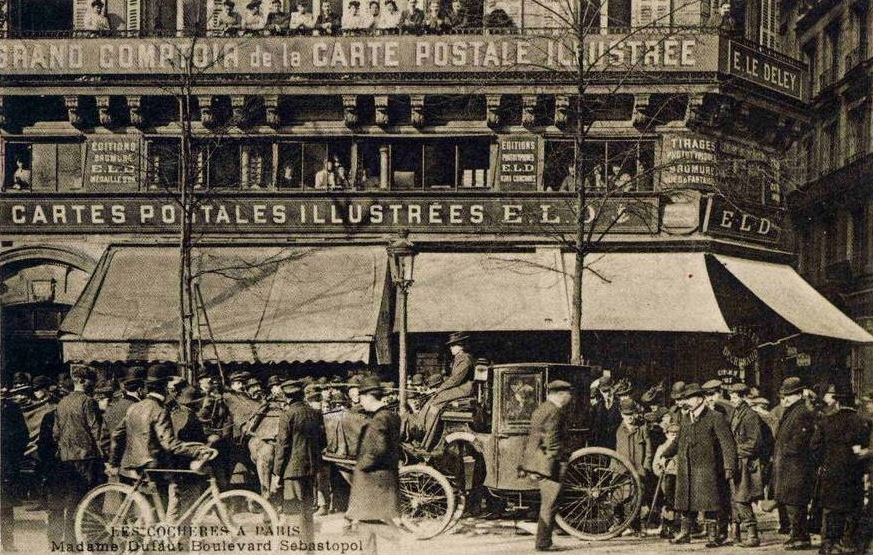
Le magasin d' Ernest Le Deley (E.L.D.) à Paris, boulevard de Sébastopol.

- E. A. P. Établissements Artistiques Parisiens.
- E. B., éditeur buraliste à Molières-sur-Cèze (Gard).
- E. C. (voir Cailteux), éditeur à Lille (Nord). Cet éditeur a réalisé notamment des cartes avec des douaniers à la frontière du Nord.
- E. C., éditeur à Laon (Aisne). Voir Chollet (Edouard).
- E. C. L, éditeur à Lyon (Rhône).
- E. D. B. Béziers.
- E. F. I. U. (EF sur IU, séparés par un trait), peut-être imprimeur, a publié des CPA en Corrèze et Haute-Vienne (édition Ribieras pour ces dernières).
- E. G. Paris (voir Greningaire).
- E. H. (Collection), voir Hamonic (Émile) à Saint-Brieuc.
- E. J., éditeur de cartes de Seine-Maritime.
- E. L. D. (Ernest Le Deley), éditeur de rayonnement national basé à Paris, 127 boulevard de Sébastopol.
- E. M. voir Malcuit (ancien établissement Malcuit, 41 Faubourg du Temple Paris).
- E. M. à Béthune (Pas-de-Calais).
- E. M. Edition, Reims.
- E. R. éditeur de cartes de La Croix-Haute (Drôme).
- E. R. T., voir Rochat (Ensch.).
- E. T., éditeur à Aubenas (Ardèche).
- E. V., éditeur sans lieu indiqué mais a publié sur Nogent-sur-Marne et sur Paris 18e.
- École du cinéma, éditeur à Paris, 66 rue de Pondy.
- EDIA, Imprimerie à Versailles (Yvelines) (a travaillé en collaboration avec A. Richard).
- Ed. B.Arras, Édouard BOUVRY (1849-1821) directeur du journal L'Avenir d'Arras, Arras (Pas-de-Calais).
- Édition artistique Supra, Paris.
- Édition de l'Armistice, Compiègne (Oise).
- Édition des Musées Nationaux.
- Édition des Nouvelles Galeries, Royan (Charente-Maritime).
- Édition humoristique L.G., Paris.
- Édition Pays de France.
- Édition Prime, éditeur à Cherisy (Eure-et-Loir)
- Éditions (Les) d'Art YVON voir Yvon
- Éditions des Correspondances, Meylan (Isère)
- Éditions du Petit Mousse, 3 place Levoyer, Trentemoult Rezé (Loire-Atlantique)
- Éditions Guiraud, imprimerie provençale, quai du Canal, Marseille
- Éditions Harrys, éditeur de cartes postales et produits dérivés (Vendée)
- Éditions Imagi'Land, créées par Gérard Alexandre. Cartes postales de Bretagne de 2005 à 2008. Parc technologique de Soye-Ploemeur, Morbihan
- Éditions Mage, 19 rue Albert-Einstein - ZI du Coudray 93591 Le Blanc-Mesnil
- Éditions René, éditeur de cartes postales à Périgueux (Dordogne)
- Éditions VP spécialiste photographie, histoire de la photographie et photographie contemporaine, installé à Paris depuis 2003.
- Editor, éditeur de cartes postales à Mâcon (Saône-et-Loire)
- Edouard, éditeur à Ermont (Val-d'Oise)
- EDSA, Edmond Satin (1892-1976), éditeur photographe dans la Maison à pans de bois à Clamecy (Nièvre)
- Ehrhard (Joseph 1834-1908, puis Alfred 1872 - 1971), photographes et éditeurs de cartes postales à Château-Thierry (Aisne)
- Elcé, prononciation des initiales (LC) de L. Chatagneau, éditeur de cartes postales à Bordeaux (Gironde)
- ELFE, voir Labouche Frères, Toulouse (Haute-Garonne)
- ELFE Pyrénées Océan, voir Labouche Frères, Toulouse (Haute-Garonne)
- Email, voir Breger
- ERGE, (voir Girard. R)
- Estalella (J) (fils), épicier à Durban-Corbières (Aude)
- Editions de luxe "Estel", éditeur à Paris, 84 rue Lecourbe, XVe, éditeur de cartes semi-modernes.
- Estel, éditeur à Blois (Loir-et-Cher), 63 rue de la Mare.
- Étoile noté ★, a publié des cartes sur la crue de la Seine de 1910 (voir G. Piprot)
- Eugène Rameau cf. Rameau
- Evrard (Madame Georges) (1873- après avril 1911), photographe et éditrice de cartes postales (Martinique, puis Guyane)
- Eyboulet (Frères) ou E.F. à Ussel (Corrèze), très connu en Limousin et Auvergne notamment.
- Eyrames (D'), éditeur de cartes de La Roche-sur-Foron (Haute-Savoie)

- Haut – A
- B
- C
- D
- E
- F
- G
- H
- I
- J
- K
- L
- M
- N
- O
- P
- Q
- R
- S
- T
- U
- V
- W
- X
- Y
- Z

## F
- F. F. (Fernand Fleury) (F), (imprimeur), éditeur à Paris, 43 avenue de la République
- F. I. F. (Façonnage d'Île-de-France), route de Commerville à Pussay, éditeur dans les années 1970
- Faciolle (E), photo-éditeur, Le Perreux (Val-de-Marne)
- F. L. (voir Laugier Frédéric)
- Fantaisies Parisiennes, éditeurs à Alès (Gard), parfois seulement signé F.P.
- Farges (S) dit SF, éditeur à Lyon (Rhône), logo en forme de blason.
- Fau (J), (Libraire) éditeur à Perpignan (Pyrénées-Orientales)
- Fau et Campistro, éditeurs de cartes de la Salanque (Pyrénées-Orientales)
- Fauchois, éditeur à Béthune (Pas-de-Calais), 19, place Sévigné. Tél. 210.
- Faucilhon, éditeur à Lézignan-Corbières (Aude)
- Fauqier Veuve, éditeur à Notre-Dame-de-la-Rouvière (Gard)
- Fauraz (L), éditeur à Annemasse (Haute-Savoie).
- Faure (Cl), éditeur à Tence (Haute-Loire).
- Faure (Victor), éditeur-photographe à Arcachon (Gironde).
- Fauvin, éditeur à Boësses (Loiret).
- Favor, éditeur à Paris (séries limitées à 250 ex. au début des années 1900).
- Fayollat ;
- Fesquet (A), éditeur à Bessèges (Gard) ;
- Ferquin, éditeur, Ressons-sur-Matz (Oise) ;
- Ferrand (B) et fils, éditeur à Bourg-en-Bresse (Ain) ;
- Filliette, phototypie à Château-Thierry (Aisne), associé à A. Rep :  Collection R.F.
- FIOL L., 52 Place du Bosquet, Le Blanc (Indre) ;
- Firmin, éditeur à Narbonne (Aude) ;
- Flandre, (Mage), éditeur à L'Étoile (Somme) ;
- Flandre-Durand, éditeur de cartes dans la Somme ;
- Flandrin, photographe-éditeur à Casablanca (Maroc) de 1910 à 1960 environ. Énorme production sur Casablanca et le Maroc ;
- Fleurot (Ad.), éditeur de cartes dans les Vosges ;
- Fleury (F) (F. F.), imprimeur, plutôt qu'éditeur (car il travaille pour des éditeurs locaux) à Paris, 43 avenue de la République. Marque Jan, Editions d'Art.
- Fleury éditeur. Tabac 3 rue de Neufbourg à Saint-Lô dans la Manche.
- Flipaux édition. Libraire 1 rue Francisco-Ferrer à Wasquehal.
- Flizot (Edouard), éditeur à Étampes dans les années 1910 et 1920.
- Floriscope, éditeur[8],[9] basé à Croix (Nord).
- Fontanieu (Coll.) éditeur à Charmes (Ardèche).
- Forcioly, éditeur à Lyon (Rhône)
- Forissier (G), éditeur à Metz (Moselle)
- Fortier (Léon), éditeur ; sur une carte de Vieux-Château (Côte-d'Or)
- de Foucaud Frédéric, éditeur de cartes de collections à base de documents anciens (Histoire à la carte, Chinon).
- Foucault (Ch), éditeur à Dreux (Eure-et-Loir) années 1910
- Foucault (G), éditeur à Dreux (Eure-et-Loir) années 1910-1920
- Fougère (Barthélémy), à Rabastens
- Fourment (F), éditeur à Toulouse (Haute-Garonne)
- Fournier, éditeur à Gap (Hautes-Alpes)
- Fournier-Biron (L.)
- Fourniès, éditeur de cartes de Homps (Aude)
- Fovez (Zélie) éditrice de cartes de Bavinchove (Nord)
- Francès (Lormont)
- Francis, photographe à Montgeron (Essonne) ayant produit des cartes de qualités sur Montgeron et ses alentours.
- Franco-Suisse, photographe, éditeur de cartes françaises à Berne (Suisse)
- François (Madame E.), éditeur à Joinville-le-Pont (Val-de-Marne)
- François, phototypie-hélio à Limoges (Haute-Vienne)
- François Soubiron (F.B.), éditeur 9, rue de la Poste à Toulouse (Haute-Garonne)- Fin XIXe/Début XXe
- Françoise-Saintot, éditeur à Lisieux (Calvados)
- Frémont, Edit. (Beaumont-sur-Oise)
- Frezquin, édit. à Ressons (Ressons-sur-Matz, Oise)
- Frigault, Edition
- Vve Fromont, édit., Port-Brillet (Mayenne).
- Fusier, éditeur à Argenteuil (Val-d'Oise)

- Haut – A
- B
- C
- D
- E
- F
- G
- H
- I
- J
- K
- L
- M
- N
- O
- P
- Q
- R
- S
- T
- U
- V
- W
- X
- Y
- Z

## G
- G (Th) (sous forme de logo), voir Garnon (Théodule)
- G. B. (Sigle commun aux cartes postales éditées par Le Grand Bazar : différentes villes)
- G.B.P., Grand Bazar Parisien, éditeur à Cherbourg (Manche)
- G. C. A., Paris, éditeur ou photographe-éditeur, sans lieu indiqué mais a publié en grosse majorité sur Paris 18e.
- G. D'O voir J. Gouttefangeas
- G. G. Châteauroux (Indre)
- G. I., éditeur à Paris (Seine).
- G. L., voir Gorlier à Lille (Nord).
- G. N., éditeur à Soissons (Aisne), voir Nougarède (Georges)
- G. P. éditeur-photographe Arès (Gironde).
- G. et S. éditeurs à Canet-d'Aude (Aude).
- Gabier (Édition), à Saint-Herblain (Loire-Atlantique), créée en 1966 par Pierre Artaud[10]. Voir ce nom
- Gaby : pseudonyme de Gabriel Artaud (+ 1966) et marque déposée. Voir ce nom
- Gai Soleil, éditeur à Toulon (Var)
- Gaillard-Prêtre L., éditeur à Besançon (Doubs)
- Gaillard-Prêtre L., J. Borne, successeur, éditeur à L'Isle-sur-le-Doubs (Doubs)
- Galamand, éditeur à Ham (Somme)
- Galdin, (Photographie) éditeur à Montpellier (Hérault)
- Galeries Modernes, F. Condé
- Galeries Modernes, éditeur place Grenette Grenoble (Isère)
- Galeries Modernes, (Édition spéciale), éditeur de cartes de Belfort (Territoire-de-Belfort)
- Galeries Parisiennes Toulouse deviendra Édition Spéciale des Magasins « Au Capitole » après le changement de cette enseigne
- Galeries Parisiennes Rochefort (Charente-Maritime), clichés
- Galeries Réunies, édition
- Galeries Réunies de l'Est, (enseigne dans l'est de la France), éditeur à Épinal, Plombières-les-Bains (Vosges)
- Gallais (PJ) et Cie, éditeurs à Paris
- Galliano, éditeur à Saint-Ambroix (Gard)
- Gallois (Ed. R.), Rueil-Malmaison (Seine et Oise)
- Gallon F., 52 place du Bosquet, Le Blanc (Indre)
- Gambier F. photo-éditeur, 23 rue de Rosamel à Etaples (Pas-de-Calais) deviendra Gam
- Gandini (G), (Ets), (Mireille), éditeur, 40, rue Longue-des-Capucins ou 22, rue Auguste-Blanqui à Marseille (Bouches-du-Rhône)
- Gardet (A), éditeur à Annecy (Haute-Savoie)
- Garée, Louis Libourne (Gironde)
- Garel (Ainé), (Bazar), éditeur à Clermont-Ferrand (Puy-de-Dôme)
- Garnon (André), éditeur à Orléans (Loiret).
- Garnon (Théodule), éditeur à Orléans sous le signe Th.G.
- Garson (J), photographe à Arcachon (Gironde).
- Gascuel (J), éditeur à Bessèges (Gard).
- Gaston, édition
- Gatelet - M. G. - N. G. - Veuve G. et F. cf. Notes et références : Cartes postales anciennes de l'Oise éditeur divers
- Gaud, éditeur 16 rue Edeline Rueil-Malmaison (Hauts-de-Seine)
- Gaude (P), éditeur à Grenoble (Isère)
- Gaudibert, éditeur à La Valbonne (Ain)
- Gauthier (A), éditeur à Saint-Dizier (Haute-Marne)
- Gautreau, éditeur bromotypie à Langon (Gironde)
- Gautrot, éditeur à Ivry
- Gavet (C.), édit., (à) Montigny (Yonne). Quelques CPA dans l'Yonne (Bierry, vers 1900)
- GB, Beauvais cf. Notes et références : Cartes postales anciennes de l'Oise éditeur divers.
- Geiser (Jean), éditeur à Alger (Algérie) édite également des cartes du Maroc avant 1930.
- Génestin à Crépy-en-Valois (Oise)
- Gerdolle et Briquet éditeur à Toul.
- Gerloux éditeur dans l'Aude.
- Germain, éditeur collection Germain fils aîné à Saint-Malo (Ille-et-Vilaine)
- Germain, éditeur collection Germain T Guérin successeur à Saint-Malo (Ille-et-Vilaine)
- Gervais (G.), éditeur à Saulieu (Côte-d'Or) ; a publié la série humoristique "Sourire du Morvan".
- GH, éditeur à Annecy (Haute-Savoie)
- Gibert (P), (Épicerie-Mercerie) éditeur à Floure (Aude)
- Gigau (P), (librairie bonneterie), éditeur à Montdidier(Somme).
- Gil, éditeur à Annecy (Haute-Savoie)
- Gilbert-Photo (alias A.G.A), éditeur à Soulac-sur-Mer (Gironde)
- Giletta, éditeur à Nice (Alpes-Maritimes)
- Gili, éditeur à Fleury d'Aude (Aude)
- Girad (M), éditeur à Alès (Gard) successeur de Deschaud
- Giradin, éditeur à Bellefontaine (Vosges).
- Girard, éditeur à Aubusson(Creuse).
- Girard (R) dit "Ergé", éditeur à Grenoble (Isère).
- Girardin (édition) à Chambly (Oise).
- Giraud (Ateliers), éditeur au 1 rue Brusquet à Toulon (Var).
- Giraud (H), éditeur à L'Isle-Jourdain (Vienne).
- Girerd, restaurateur rue de la Gare à Bondy (Seine-Saint-Denis).
- Girou (Daniel), Photographe éditeur, rue Gambetta à Tonneins (Lot-et-Garonne).
- GL, voir Guyot-Larchon, à Agon-Coutainville (Manche)
- Godneff (J.), éditeur, 193 avenue Jean-Jaurès à Aubervilliers
- Godot Aumont, éditeur à Bellegarde-sur-Valserine (Ain)
- GO J, photographe-éditeur de CPA sur Paris et quelques communes de région parisienne en particulier Montreuil, Charenton-le-Pont, Saint-Mandé ; pour Paris, surtout actif sur XIe et XIIe arrondissements ; très petits tirages à chaque fois ; utilise plusieurs logos dont Phono-photo...
- Gontier, éditeur à Reims (Marne).
- Gorce, photo-édit, Talence (Gironde). (voir parmi les sources à la fin de l'article). A édité une série sur le Salon maritime de Bordeaux en 1907. On a également le même à Paris.
- Gorde (L), éditeur de cartes-chansons à Paris (Île-de-France).
- Gorges, édition artist Gorges Bazar de la Plage à Paramé (Ille-et-Vilaine).
- Gorlier, éditeur à Lille  (Nord) sous le sigle G. L. pendant la Belle Époque. S’associe à Cailteux après la Grande Guerre sous le nom « Veuve Cailteux-Gorlier ».
- Gorlier fre et srs, éditeur à Lille (Nord).
- Gourdin, éditeur à Bordeaux (Gironde).
- Goutagny (A) (Phototypie), éditeur à Lyon (Rhône).
- Goutagny (X), éditeur 36, rue Victor-Hugo à Lyon (Rhône).
- Gouttefangeas (J), éditeur à Olliergues (Puy-de-Dôme).
- Graff (G.) édit. Reims (Marne) et aussi sous ce nom : Graff et Lambert, édit. Reims (Marne).
- Grand Bazar, éditeur à Lyon (Rhône).
- Grand Bazar, éditeur à Beauvais cf. Notes et références : Cartes postales anciennes de l'Oise éditeur divers.
- Grand Bazar Cabanel, éditeur à Meyrueis (Gard).
- Grand Bazar de Lassay, éditeur à Lassay (Mayenne).
- Grand Bazar et Nouvelles Galeries à Nantes (Loire-Atlantique).
- Grand Bazar Portelois, éditeur à Le Portel (Pas-de-Calais).
- Grand Bazar Universel, éditeur à Saint-Dizier (Haute-Marne).
- Vve Grandjean éditeur à Ham (Somme).
- Granier et Piton, éditeurs à Nîmes (Gard), début du XXè s.
- Grard  Imprimerie-Librairie, à Lassay (Mayenne).
- Gras (J), éditeur à Collonges-sous-Salève (Haute-Savoie).
- Grebert  éditeur de cartes du Maroc avant 1930.
- Greff, Greff, S.E.R.P éditeur faubourg Saint-Honoré à Paris.
- Greningaire (Émile), noté « E.G. Paris. », « E. Greningaire », « Maison Greningaire », créée en 1899 et reprise par son fils Jean en 1908 (Paris), éditeur de la Collection des cent.
- Grianta, éditeur à Nouhant (Creuse).
- Griffe, éditeur à Barbaira (Aude).
- Grillon (Marcel), éditeur à Romorantin, aujourd'hui Romorantin-Lanthenay (Loir-et-Cher).
- Grimal (Louis), (Coll. L), éditeur à Chambéry (88-90, place Saint-Léger) (Savoie). Son temps d'exploitation va de 1906 à 1950 environ. Son périmètre est essentiellement la Savoie, plus quelques communes de la Haute-Savoie, de l'Ain et de l'Isère. Ses CPA sont d'abord sans numéro de 1906 à 1908 ; puis elles sont numérotées jusqu'à environ 6000. Il a produit de nombreuses cartes-photo, dont : des inaugurations de monuments aux morts de la guerre de 14 (entre autres), des photos de classe, etc. Il a repris la série Aymonier et en a édité les dernières cartes en respectant la numérotation d'Aymonier (excellent éditeur du Massif des Bauges en Savoie). Sa production se situe autour de 6000 cartes. C'est l'éditeur COVIN qui lui a succédé après 1950. Louis Grimal est l'un des éditeurs le plus intéressant de la Savoie, par la qualité de ses clichés, l'intérêt quasi anthropologique de ses vues et le nombre de communes couvertes (même les plus petites).
- H. Grimaud fils & Cie, éditeur à Marseille de cartes de la Première Guerre mondiale et d'Algérie
- Grimaud pour une très rare série sur les bateaux vers 1915-1920.
- Grimaux, éditeur à Ham (Somme)
- Grojo (Veuve), éditeur à Baud(Morbihan) entre 1900 et 1920 environ.
- Grosdoigt, éditeur Grosdoight (?)
- Guénault (R.), photographe-éditeur à Nantes (Loire-Atlantique)
- Guende, photographe-éditeur à Marseille (Bouches-du-Rhône)
- Guenier, éditeur Aillas (Gironde)
- Gueranne, éditeur à Pontivy (Morbihan) entre 1900 et 1920 environ
- Guérin, édition, Saint-Malo (Ille-et-Vilaine)
- Guerin, édition T Guerin à Saint-Malo (Ille-et-Vilaine)
- Guérin, edition Michel Guerin à Saint-Malo (Ille-et-Vilaine)
- Guibert Edition, Cugnaux (Haute-Garonne)[11]
- Guidecoq-Massart, éditeur à Pontmain (Mayenne)
- Guignard (A), éditeur à Duras (Lot-et-Garonne)
- Guillard, éditeur de cartes de Saint-Étienne-de-Saint-Geoirs (Isère)
- Guilleminot (R.), Bœspflug et Cie est souvent pris à tort pour un éditeur alors que c'est un fabricant de papier photographique.
- Guillemot (Alfred), éditeur à Rennes (Ille-et-Vilaine)[12].
- Guillier (Henry), éditeur à Libourne (Gironde)
- Guillier (L), éditeur à Bordeaux (Gironde)
- Guillot, Paris
- Guiltemeau, éditeur à Briare (Loiret)
- Guinebert G., marchand de tabac-éditeur à Dourdan (Essonne) de 1908 à 1913 environ
- Guionie & Cie, Photographe à Toulouse (Haute-Garonne)
- Guiter (Collection) éditeur à Port-la-Nouvelle (Aude)
- Gulf Stream Éditeur à Saint-Herblain (Loire-Atlantique)
- Guy, cf. Leconte André[13]
- Guyot (E.), impr.-édit., région de la Ferté-sous-Jouarre (Seine-et-Marne)
- Guyot-Larchon, photographe à Agon-Coutainville (Manche)

- Haut – A
- B
- C
- D
- E
- F
- G
- H
- I
- J
- K
- L
- M
- N
- O
- P
- Q
- R
- S
- T
- U
- V
- W
- X
- Y
- Z

## H
- H. B. & Cie, phot. à Lyon (Rhône)
- H. D. Paris
- H. L., éditeur de cartes de Paris
- H. M. P., éditeur de cartes notamment ferroviaires, Paris
- H. S., éditeur à Corbeil.
- H. V., éditeur de cartes de Seine-Maritime
- H. W., éditeur de cartes de Seine-Maritime
- Hachette Jeanne cf. Notes et références : Cartes postales anciennes de l'Oise éditeur divers.
- Hamonic Émile et fils, Saint-Brieuc (Côtes-d'Armor) collection E.H. ou "Breiz E.H".
- Hänni (E.) éditeur à Paris, boulevard Voltaire Tahiti
- Hano (J.), éditeur à Clamart, 4 rue Hébert
- Harmignies, Éditions E. Harmignies, 69, rue Saint-Martin, Paris 4e. Rayonnement national.
- Harm'or, éditeur de cartes dentelée (années 1960) rayonnant au moins à Pussay (Essonne)
- Hauser (J.), éditeur sous le sigle J.H. de cartes postales notamment aéronautiques.
- Hauser (Roger), éditeur à Monnetier-Mornex (Haute-Savoie).
- Hébert, Edition - Hôtel de la Providence
- Hélias, éditeur à Bitche (Moselle)
- Hélias, éditeur à Massiac (Cantal)
- Hénault (G.), éditeur en Loir-et-Cher. Imprimeur F. Dupré à Tours.
- Hemlinger (P[aul] et Cie), photographe imprimeur, début du XXe siècle, Nancy.
- Henno-Dancoisne, éditeur dans le Nord.
- Herman et Morel, éditeurs probablement à Sens (Yonne)... à confirmer
- Heyl (Ewald), photographe à Arcachon (Gironde).
- Heymann (A.) photographe, éditeur au Val-d'Ajol (Vosges) : Albert Heymann, Pharmacien de 1re classe au Val-d'Ajol, dans le 1er quart du XXe siècle.
- Hirardot (Claude Victor), éditeur à Pierry (Marne), receveur-buraliste de 1891 à 1929
- Hirondelle (L'), éditeur à Paris de rayonnement national. (Voir aussi Moussier ?)
- Hirondelle LA, Louis Arveau, Prémery (Nièvre)
- Hirschi et Comte, éditeurs de cartes françaises à Genève (Suisse)
- His, éditeur de cartes de Seine-Maritime
- Histoire à la carte, éditeur de cartes de collection à base de documents anciens, à Sonnay le château, 37500 Cravant-les-Côteaux (Indre-et-Loire).
- HF éditeur d'au moins une série de dix cartes relatives au moulin de la Planche à Ormoy-la-Rivière (Essonne)
- HF Beauvais cf. Notes et références : Cartes postales anciennes de l'Oise éditeur divers.
- H-J-W voir Wykes (Henry), éditeur, 157, rue Montmartre à Paris
- Homes (F), éditeur à Papeete, Tahiti
- Homeyer et Ehret, éditeurs à Épinal (Vosges)
- Houdart, photographe, éditeur à Moreuil (Somme)
- Houde (Henri), photographe, éditeur à Trucy (Aisne)
- Houssart, papetier-éditeur à Dourdan de 1910 à 1918
- HP, Paris : cartes sur la crue de janvier 1910 à Paris.
- Huc (Col.), (Bureau de Tabacs), éditeur à Sigean (Aude)
- Huet (H.) bureau de tabac, éditeur à Bezons (Val-d'Oise)
- Huchet (M.), éditeur à Quimperlé (Finistère)
- Humbert, phot. éditeur à Saint-Dizier (Haute-Marne)
- Huret, éditeur, 5, rue Cavallotti à Paris
- Hurlin (J), éditeur à Metz (Moselle)
- Hutin (E.) Phot. à Compiègne (Oise)

- Haut – A
- B
- C
- D
- E
- F
- G
- H
- I
- J
- K
- L
- M
- N
- O
- P
- Q
- R
- S
- T
- U
- V
- W
- X
- Y
- Z

## I
- Idéal : Marque de Béguin à Vichy, Allier. Voir ci-dessus.
- Idéale P.S., éditeur à Alger (Algérie).
- d'Illin (Wladimir), (photographe), éditeur (de cartes françaises) à Genève (Suisse).
- Ill. de Fr., éditeur sans lieu indiqué mais a publié sur Nogent-sur-Marne (Val-de-Marne).
- Imagi'Land (éditions) créé par Gérard Alexandre. Cartes postales de Bretagne, de 2005 à 2008. Parc technologique de Soye-Ploemeur, Morbihan.
- Imprimeries Réunies de Nancy (ou I.R.N.) Nancy (Meurthe-et-Moselle) - créées en mai 1905. Son président, Albert Bergeret, est associé aux imprimeurs nancéiens Humblot et Helmlinger pour fonder cette société. A. Bergeret décédera en 1932.
- Imprimerie Nouvelle, éditeur Imprimerie Nouvelle Photographique à Paris.
- Imprimerie Photo-Mécanique (I.P.M.), 36 rue Gassendi Paris
- Itinerrances. Cartes postales du Languedoc-Roussillon depuis 2008. Une collection à Lisbonne.
- Iung, Héliogravure 6 rue du Vieux-Colombier Paris.
- Iris paraît avoir été un des noms de l'éditeur La Cigogne.
- Iris paraît sur le recto de certaines cartes postales. Au verso, éditions Modernes « Théojac », Limoges.
- Ismaël, photographe à Sens (Yonne), signe des CPA des environs.
- Issertine, éditeur à  Aubusson (Creuse).
- Izard (L), éditeur à Paraza (Aude).
- Izart (F), (épicier) éditeur à  Cassagnes (Pyrénées-Orientales).

- Haut – A
- B
- C
- D
- E
- F
- G
- H
- I
- J
- K
- L
- M
- N
- O
- P
- Q
- R
- S
- T
- U
- V
- W
- X
- Y
- Z

## J
- J. A. (Jean Agelou), éditeur à Paris (Île-de-France).
- J. A., photo-édition à Vincennes (Val-de-Marne).
- J. B., Basset (J), éditeur à Lézignan-Corbières (Aude)
- J. B., Bourgogne (J), éditeur à Château-Thierry (Aisne)
- J.C., éditeur à Paris
- J. C. (phot.), éditeur à Tuchan (Aude)
- J. D. (Collection), voir Deroye (Jean-Baptiste)
- J. D. V. (Delsart), éditeur à Valenciennes (Nord). Cet éditeur a réalisé notamment des cartes avec des douaniers à la frontière du Nord.
- J. E. B. N., voir Bernard.
- J. H., voir Hauser (J.).
- J. H. B., photographe-éditeur à Bordeaux (Gironde).
- J. K. (ces deux lettres étant traversées d'une flèche), voir Katz.
- J. L. (Mlle), photographe à Arcachon (Gironde).
- J, L, C, éditeur à Arpajon (Essonne).
- J. M. T. éditeur à Paris de cartes de la Guerre de 14 dans la Marne.
- J. S. éditeur à Ascain (Pyrénées-Atlantiques).
- J. S. D. (James Dupuis ?) photographe et éditeur de cartes postales à Angoulême en Charente approximativement entre 1908 et 1928.
- Jack, éditeur à Louannec (Côtes-d'Armor).
- Jacol, éditeur à Laval (Mayenne).
- Jacquin (Paul), éditeur à Valence (Drôme).
- Jallier, éditeur Hamel Jallier et Cie à Laval (Mayenne).
- Jan (Editions d'Art), voir Fleury (F) à Paris.
- Janin, éditeur.
- Jaouen (Au souvenir de la plage), éditeur à Rouen (Seine-Maritime), 12 rue Lafayette.
- Jaouen-Carnot, (cliché Jaouen), éditeur à Reims (Marne).
- Jaunin (Paul), éditeur de cartes françaises à Genève (Suisse).
- Jeangette (C), éditeur à Paris, rayonnant sur plusieurs villes de France de 1905 à 1920 environ, sous son propre nom ou pour le compte d'éditeurs locaux.
- Jehly-Poupin, phototypie à Mortagne.
- Jérôme, éditeur à Bellefontaine (Vosges).
- JL Orléans (sous forme de logo).
- Joguet, Frères, éditeur à Lyon Montélimar Valence.
- Jolain, éditeur à Ham (Somme).
- Jolivet, éditeur à Étampes (Essonne).
- Joncour (François), éditeur à Brasparts (Finistère).
- Joniaux (L.), éditeur au Mans de clichés muséographiques dus aux frères Neurdein (ND Phot).
- Jos, signature de Jos Le Doaré, éditeur à Châteaulin (Finistère).
- Jougla (J.) est souvent pris à tort pour un éditeur alors que c'est un fabricant de papier photographique.
- Jouhanique, éditeur à  Chambon (Creuse).
- Jouna (E.), éditeur à Narbonne (Aude).
- Jourdain (Louis), éditeur à Fécamp (Seine-Maritime).
- Journé (L.), éditeur à Berck (Pas-de-Calais).
- Jové, éditions à Pau, (Basses-Pyrénées), héliogravure de luxe - Collection Toute la France.
- Jullien (Louis II et Frank, frères), photographes et éditeurs de cartes françaises à Genève (Suisse).
- Jullien et Morel, éditeurs dans la Haute-Marne.
- Jumelet (Ernest), éditeur à Vailly-sur-Aisne (Aisne), successeur d'Alfred Berthe, dont il a repris beaucoup de clichés. A produit environ 500 cartes des arrondissements de Soissons et de Laon (Aisne) dans les années immédiatement antérieures à la Grande Guerre.
- Juniet-Rasse, (libraire) éditeur à Ham (Somme).
- Jury, éditeur à Commercy (Meuse).

- Haut – A
- B
- C
- D
- E
- F
- G
- H
- I
- J
- K
- L
- M
- N
- O
- P
- Q
- R
- S
- T
- U
- V
- W
- X
- Y
- Z

## K
- Kastener (Louis), éditeur à Plombières-les-Bains (Vosges).
- Katz, éditeur prolifique à Rueil (aujourd'hui Rueil-Malmaison, Hauts-de-Seine), notamment de cartes fantaisie variées pendant la Grande Guerre, sous deux sigles : J.K. (ces deux lettres transpercées d'une flèche) et A. H. K. (parfois le premier sigle au recto, et le deuxième au verso)
- KD cf. Notes et références : Cartes postales anciennes de l'Oise et du Pas-de-Calais éditeur divers.
- Keller, éditeur : 25, cours Blossac Châtellerault (Vienne)
- Khedive, éditeur "au Khedive" Bureau de Tabac à Saint-Malo (Ille-et-Vilaine)
- Koch, édition d'Art à Lisieux (Calvados)
- Koehler (Willy) éditeur à Metz (période occupation allemande - 14-18)
- Kremer (V), (Édition Artistique), (sur plaques (photographiques) Guilleminot), éditeur à Longwy-Haut (Meurthe-et-Moselle).
- Kunstanstalt Lautz & Balzar, éditeurs de cartes françaises à Darmstadt (Allemagne).
- Künzli (Carl), éditeur à Zurich (Suisse), pour toute l'Europe et notamment la France métropolitaine.
- Künzli Frères, éditeurs à Paris en 1900

- Haut – A
- B
- C
- D
- E
- F
- G
- H
- I
- J
- K
- L
- M
- N
- O
- P
- Q
- R
- S
- T
- U
- V
- W
- X
- Y
- Z

## L
- L.B, éditeur à Dijon
- L. B., éditeur à Villefort (Lozère).
- L. B. (Collection), photographe ou éditeur de Maine-et-Loire ?
- L. C. (voir Collas à Cognac (Charente)).
- L. C. H., éditeur à Paris (Île-de-France).
- L. D., éditeur à La Grand-Combe (Gard).
- L. E. (Bordeaux).
- L. F. A., "Les Editions L. F. A., 14 rue Faie Félix, Vincennes". Autre adresse : "55, rue du Moulin d'Enfer, Maison-Alfort" (cartes dentelées, années 1960).
- L. F. et V., éditeurs à Paris (Île-de-France). Une série est consacrée à « Les Alpes et nos Alpins ».
- L. G., Photographe (et éditeur) à Saint-Mandé (Val-de-Marne).
- L.G. (Edition humoristique), Paris
- L'H., Paris, voir L'Hoste.
- L. J. (voir édition Le Littoral).
- L. L. Léon & Lévy (Paris)
- L. M. L., éditeur à Narbonne (Aude).
- L. O. éditeur à Toulon (Var).
- L. P., voir Pollet (Lucien) à Lille (Nord).
- L. S. (Laffineur-Samin), éditeur à Hautmont (Nord). Cet éditeur a réalisé notamment des cartes avec des douaniers à la frontière du Nord ainsi que des cartes fantaisies de toute la France (« Bonjour de… »).
- L. V. & Cie, (voir Aqua Photo L V & Cie), Léopold Verger, Paris.
- Labat (Éditeur)
- Labau.
- Labèque (PH), (papeterie), éditeur à Dax (Landes).
- La Belle Carte Postale. Éditeur à Paris, pour particuliers, artistes, illustrateurs, musées, syndicats, entreprises.(Île-de-France).
- Labouche Frères, Toulouse (Haute-Garonne) Lucien et Eugène, éditeurs d'importance régionale (plus de 10 000 clichés) ont travaillé dans tout le grand Sud-Ouest.
- La Carterie du Laos, éditeur de cartes postales, situé à Vientiane (Laos).
- Lacassin, éditeur à Saint-Jean-de-Valériscle (Gard) (Série l'Auzonnet pittoresque).
- La Cigogne.
- Lachasse, éditeur de cartes imprimées par A. Bréger au moins sur Courances en 1915 (Essonne).
- Lachenaud, éditeur à Saint-Pardoux-la-Rivière (Dordogne).
- Laclau à Toulouse (Haute-Garonne).
- La Combe des Thureys (Éditions de). CPM à thèmes ferroviaires (cf. "Le Rail Ussellois").
- Lacosta, éditeur à Veulettes-sur-Mer (Seine-Maritime).
- Lacour (Emile), éditeur 19, rue Thubaneau à Marseille (Bouches-du-Rhône).
- Lacroix Tabacs ou Lacroix-Oliver, éditeur à Rabastens (Tarn).
- La Cartolina ;
- La Dépêche, Éditions du Journal La Dépêche du Midi à Toulouse.
- Laffage (J), (tabacs), éditeur de cartes de Lézignan-Corbières (Aude).
- Laffineur-Samin, dit L. S., éditeur à Hautmont (Nord) pendant la Belle Époque.
- Laffitte (ou Lafitte), éditeur à Lézignan-Corbières (Aude).
- Laflutte-Legentil, éditeur à Arras (Pas-de-Calais), 19, Grand'Place.
- Lafond (Jb), éditeur à Saint-Étienne (Loire), 18, rue du Chambon.
- Lafont (Gabriel), (photographe), notaire éditeur de cartes à Saint-Étienne-Vallée-Française (Lozère) connu pour ses cartes sur la sériciculture et les inventaires des biens de l'Église en 1906.
- Laforgue et Canfranc -  Maison Laforgue et Canfranc - 52, rue Maréchal-Foch à Tarbes.
- Eugène Lageat, photographe et éditeur de cartes postales à Trévou-Tréguignec (Côtes-d'Armor).
- Lague (Edit.)
- Laguerre (Gustave), éditeur à Soissons (Aisne), 5, rue Saint-Martin.
- Laheurte, éditeur à Remiremont (Vosges).
- Laillet (Robert), sigle Rob, éditeur à Chartres.
- Lambert-Henry, édit. à Compiègne (Oise)
- Lambrecq (François), éditeur à Lille (Nord) sous le sigle F. L. pendant la Belle Époque.
- Lamiré (A.) Edit. - Rennes (Ille-et-Vilaine).
- Lamouille-Combier, éditeur à Mâcon (Saône-et-Loire).
- Lanier (Emile); Reims
- La Pensée, éditeur de cartes, généralement en collaboration avec la phototypie parisienne Baudinière. A publié beaucoup sur les destructions de la Première Guerre mondiale, notamment sur les départements 02, 03, 51, 55, 59, 60, 62.
- Lapie (La Pie) (Les Applications photographiques d'industrie et d'édition), éditeur à Saint-Maur-des-Fossés (Val-de-Marne), spécialisé dans la carte postale de vue aérienne.
- Larchon (A.), éditrice à Agon-Coutainville (Manche).
- Lardier (C.) (C.L.B.), éditeur à Besançon (Doubs).
- Largeron (A.), éditeur et clichés (bijouterie, souvenirs…) à Gérardmer (Vosges).
- Laspeyres (J), éditeur à Narbonne (Aude).
- Lasseray, éditeur à Villeneuve-Saint-Georges (Val-de-Marne).
- Latour (A), (& fils), éditeur.
- Laubignat (Louis), commerçant, éditeur (clichés artistiques) Noirmoutier, place de la Mairie (1899-1954).
- Laugier (Frédéric) éditeur à Nice (Alpes-Maritimes).
- Laurent (H.), éditeur à Port-Louis (Morbihan). Henri Laurent (1880-1960) environ 4000 clichés, tirés par son épouse, et édités et commercialisés par lui-même.
- Laurent-Nel, Rennes (Ille-et-Vilaine). (1905 - 1960) Son successeur à Rennes, reprend ses clichés et les édite avec la marque Loïc, aussi utilisé par Laurent[14].
- Laussire, éditeur place de la Préfecture Montpellier (Hérault).
- Lavergne (A), photographe à Vernon (Eure)
- Lavergne (M), (cliché), Reims (Marne).
- Laville (B.), éditeur à Montluçon.
- Lazarus (Antoine), éditeur à Rouen, 43 rue aux Juifs. Actif en 1902-1914.
- LB, éditeur à Lézignan-Corbières (Aude).
- L. Baslé, phot.-édit – Robinson (Seine).
- L. Bosq, éditeur à Bordeaux
- L. des G., voir Des Gachons (Louis).
- Le Bigot (Édition), Couleurs et Vernis.
- Le Bihan, éditeur à Penvénan (Côtes-d'Armor).
- Leboullanger, éditeur à Fort-de-France (Martinique).
- Le Boyer (Noël), éditeur de cartes de Haute-Savoie.
- Lebrun (Raoul), Verberie (Oise)
- Le Camus (Camille), éditeur en Martinique.
- Le Causse (Éditions du). CPM à thèmes ferroviaires (cf. "Le Rail Ussellois").
- Lecercle (Mlle), (cliché Summer) éditrice de cartes de Charolles (Saône-et-Loire).
- Leclère (L.), garagiste et éditeur à La Fère (Aisne). On trouve souvent un véhicule automobile sur ses cartes... C'est en fait « sa » voiture, utilisée pour emmener son matériel de prise de vues, et loin de la cacher, il la disposait dans le paysage, et pas toujours avec soin. Bonne chasse aux tacots sur les cartes des éditions Leclère.
- Leclerc, éditeur à Cany-Barville (Seine-Maritime).
- Leclercq (Vve), éditrice de cartes de la Somme.
- Lecomte Édition avec marque LL.
- Leconte A. (pour Leconte André), éditeur à Paris (38 rue Sainte-Croix-de-la-Bretonnerie), à partir de 1928, sous les marques "A. L." puis "Guy" (collection Notre Beau Paris). La maison existe toujours après rachat de confrères. cf. http://www.editions-leconte.com/.
- Lecoq (H.) et Mathorel, imprimeurs à Alençon, éditeurs notamment d'une collection « Les Sites de France », au moins de juin 1905 à 1913, reproduisant en couleurs des aquarelles d'Eugène Bourgeois et Louisa Abbéma.
- Le Cunff, éditeur à Pontivy (Morbihan) entre 1900 et 1920 environ.
- Lécuyer, impr. à Villers-Cotterêts (Aisne)
- Le Deley (Ernest), éditeur à Paris (127 boulevard de Sébastopol), de rayonnement national, sous le signe E.L.D.
- Le Doaré (Jos), éditeur de cartes postales à Châteaulin (Finistère).
- Ledogar Marc, artiste-peintre(né en 1964, alsacien d'origine) édite aussi ses propres œuvres.
- Ledieu Charles, éditeur à Arras Pas-de-Calais.
- Lefebvre (photographie Moderne Lefebvre), éditeur au moins de cartes-photos à Sissonne.
- Lefèbvre (L), éditeur à Annemasse (Haute-Savoie).
- Lefebvre et fils, éditeur à Ascq.
- Leforestier, Leforestier Photos à Saint-Servan (Ille-et-Vilaine).
- Legarçon (Paris). Une série de cartes sur la ferme Petit de Chatignonville (Essonne) vers 1932.
- Legallet (Val-d'Oise).
- Leguay N. éditeur à 38 rue de la République, Parc Saint-Maur-des-Fossés (Val-de-Marne).
- Le Gal, éditeur à Baud (Morbihan). Entre 1900 et 1920 environ.
- Le Goubey (Jean-Baptiste), éditeur à Saint-Pierre-Église (Manche) de la série La Normandie pittoresque.
- Lelièvre (V), éditeur à Veulettes-sur-Mer (Seine-Maritime).
- Le Littoral (L.J.) éditeur à Fécamp (Seine-Maritime).
- Lebreton, éditeur Lebreton Rochebonne à Paramé (Ille-et-Vilaine).
- Lelong (G ou R), éditeur, 21 rue Saint-Martin à Amiens (Somme).
- Le Maillot, éditeur H. Le Maillot à Saint-Malo (Ille-et-Vilaine).
- Lemasson, successeur de Jean Cordier, libraire à Saint-Lô (Manche).
- Le Merle, éditeur à Vannes (Morbihan), entre 1900 et 1920 environ.
- Lemire Café de la Gare, éditeur à Saclas (Essonne)
- Lemonnier, éditeur à Saint-Malo (Ille-et-Vilaine).
- Lenis (P.), éditeur à Lille (Nord), pendant la Belle Époque.
- Lenormand (Louis), (imprimeur), éditeur à Orléans, de 1900 à 1916. cf. Cercle des Cartophiles du Loiret.
- Léo, éditeur au Pradet (Var).
- Léon & Lévy (Paris), marque L.L. déposée en 1901 - Voir aussi : Lévy et fils
- Le Pesquer, bijoutier, éditeur à Baud (Morbihan), entre 1900 et 1920 environ.
- Leprunier, éditeur à Juvisy (Essonne).
- Le Rail Ussellois, éditeur à Ussel (Corrèze) de CPM à thèmes ferroviaires. Association loi de 1901 également à l'origine des "Éditions de La Combe des Thureys" et des "Éditions du Causse" sur les mêmes thèmes.
- Leroux, vers les années 1920, débitant à Boissy-la-Rivière (Essonne) des cartes réalisées en fait par Rameau (Étampes).
- Leroux (édition), Saint-Jean-de-Monts (dans le Didot-Bottin à partir de 1949).
- Lheureux (Paul), Longpré-les-Corps-Saints (Somme).
- Les Belles Éditions Françaises, éditeur à Nice (Alpes-Maritimes), 2 rue Trachel. Voir A. D. I. A., repris par Lévy et Neurdein réunis ? vers 1934 ?
- Lescuyer (Maurice) et fils, éditeurs à Lyon (Rhône).
- Lespagnol (A), Phot. éditeur (Yonne ?).
- Letiche, éditeur à Saint-Valery-en-Caux (Seine-Maritime).
- Letellier, Verberie (Oise)
- L&M, voir Lecoq et Mathorel.
- Levasseur (Auguste), (photographe), éditeur à Vaux-sous-Laon (Aisne), 30, Grande Rue.
- Levet, éditeur de cartes de Romenay (Saône-et-Loire).
- Lévrier (J), éditeur à Poitiers (Vienne).
- Levy et fils, éditeur à Paris, rayonnant sur toute la France et l'Afrique du Nord française, sous le sigle LL (Louis Levy). Il a édité de très nombreuses cartes sur l'inondation de 1910 en région parisienne. Entre les deux guerres, s'intitule Lévy et Neurdein réunis, 44 rue Letellier, Paris. On trouve également : Lévy fils et Cie, Paris
- Leynaud, éditeur à Nogent-sur-Marne (Val-de-Marne).
- L'Hénoret (Efflam), photographe-éditeur à Plestin-les-Grèves (Côtes-d'Armor).
- L'Hôpital (Charles), éditeur à Paris de rayonnement national, sous le sigle C.L.C.
- L'Hoste (A.), éditeur à Paris de rayonnement national, sous le sigle L'H. Situé 139 rue Lafayette entre les deux guerres.
- Librairie Centrale, éditeur à Saint-Mihiel (Meuse).
- Liévin (L), éditeur à Montdidier (Somme).
- Ligneau, éditeur, 43 rue J. Lenormand, 45140 Saint-Jean-de-la-Ruelle (Loiret)
- LJL (Edit. de Luxe), éditeur à La Roche-sur-Foron (Haute-Savoie).
- LL Lévy Fils et Cie Éditeurs à Paris-Versailles voir aussi Levy Fils.
- Longfier-Chartié, éditeur à Étrépagny (Eure)
- Longuet (D. A.), éditeur, 250 Faubourg Saint-Martin à Paris.
- Longuet sœurs, éditeurs, à Yvetot (Seine-Maritime).
- Louis (Charles), photographe - éditeur à Chauny - Tergnier - La Fère (Aisne).
- Loupiac (G), éditeur à Lézignan-Corbières (Aude).
- Loyson, (imprimeur), (libraire), éditeur à Péronne(Somme).
- LUC éditions d'ART à Montreuil-sur-Mer (Pas-de-Calais)
- Luib (Félix), éditeur à Strasbourg (Bas-Rhin).
- Lulu, cf. Boisson L.
- Lunéville-Photo (P. R.), 13, pl. de l'Église à Lunéville (Meurthe-et-Moselle).
- Luquet (Louis), éditeur à Bellegarde-sur-Valserine (Ain) et Aubusson (Creuse).
- LV (Cie), (Ao6), éditeur de cartes fantaisies.
- Lyna, Abeille-Cartes, éditeur 8 rue du Caire à Paris 2e arrondissement.
- Lyzon, photographe, éditeur : Casimir Denuc à Montpellier (Hérault), Marseille (Bouches-du-Rhône), La Cavalerie (Aveyron).

- Haut – A
- B
- C
- D
- E
- F
- G
- H
- I
- J
- K
- L
- M
- N
- O
- P
- Q
- R
- S
- T
- U
- V
- W
- X
- Y
- Z

## M
- M. B. (voir Margerit-Brémond).
- M. D., (Marcel Delboy), éditeur à Bordeaux (Gironde).
- M. D., éditeur à Paris. Pas plus d'informations.
- M. F. (voir Forcioly).
- M. F. I. L., pour Maurice François Imprimeur Limoges, éditeur de rayonnement national à Limoges (Haute-Vienne), logo en forme de trèfle à quatre feuilles avec une des lettres dans chaque feuille ; à ne pas confondre avec M. T. I. L. (Maurice Tesson, dont il rachète le fonds en 1930)
- M. J. = ?  Il existe des « Carte-Double M.J. Modèle Déposé. Propriété exclusive », fermées par le timbre replié ; un volet est consacré à l'image avec une importante notice historique au dos, l'autre volet à l'adresse et la correspondance, laquelle est ainsi masquée. Notice sur Chalabre (Aude). Le même principe est utilisé par les Ed Palau Frères à Carcassonne. Époque CPSM ?.
- M. P. P. P. éditeur des Pyrénées (symbole : un grand X avec les 4 lettres dans les intervalles, en rouge).
- M. T., (imprimeur), éditeur à Limoges (Haute-Vienne).
- M. T. I. L., pour Maurice Tesson Imprimeur Limoges, éditeur de rayonnement national à Limoges (Haute-Vienne), logo en forme de trèfle à quatre feuilles avec une des lettres dans chaque feuille, à ne pas confondre avec M. F. I. L.
- M. V. , Marius Volpini phototypeur à Orsay.
- Macary (H.), éditeur à Lussac-les-Châteaux (Vienne).
- Mach Licensing, éditeur de cartes de Ailhon (Ardèche).
- Magasins Parisiens (G), éditeur de cartes de Béziers (Hérault).
- Magasins réunis (Maison des) éditeur à Nancy (Meurthe-et-Moselle).
- Mage Voir Editions Mage
- Maggi, firme qui édita des cartes postales publicitaires.
- Magnier-Leclerc, éditeur de cartes de Montreuil-sur-Mer.
- Maillard (P.), éditeur à Oissel (Seine-Maritime).
- Maillefert (R), éditeur.
- Maillocheau J., éditeur à Tours (Indre-et-Loire), 31 rue Nationale.
- Maire (Ch.), éditeur à Montlhéry (Essonne).
- Maison des Magasins Réunis éditeur à Nancy (Meurthe-et-Moselle).
- Maison Universelle (La), éditeur à Berck (Pas-de-Calais).
- Malafosse (L), Photographe éditeur papeterie à Alès (Gard).
- Malapert (J) (Curé), éditeur à Moutier-d'Ahun (Creuse).
- Malcuit (C. ou E. ou M. ou C.M.), Photo-Éditeur à Paris (entre autres de cartes sur l'inondation de janvier 1910 à Paris).
- Malet (C), éditeur à Tuchan (Aude) ;
- Malet, à La Croix-Valmer ;
- Malhomme (Victor dit Timothée), photographe, éditeur à Reims (Marne), 9, rue des Moulins.
- Malicot (Joseph), éditeur à Sablé-sur-Sarthe (Sarthe).
- Malivert, éditeur à Bourganeuf (Creuse).
- Maloisel, édition Mademoiselle Maloisel à Rothéneuf (Ille-et-Vilaine).
- Malzac, éditeur rue Neuve à Rodez (Aveyron).
- Mangin (G.), Edit. : "environs de Salbris" (Loir-et-Cher).
- Manif (E.), éditeur à Paris de cartes postales des drapeaux ou étendards des régiments français dès 1905 et pendant la 1ère Guerre Mondiale.
- Mansincal (E), éditeur à Andernos (Gironde).
- Maquaire (Eugène), éditeur à Bourges (Cher) entre 1910 et 1940 environ. Son monogramme est EMB.
- Editions "MAR", 4, boulevard de Cimiez, éditeur à Nice (Alpes-Maritimes).
- Maranda, éditeur à Saint-Germain-de-Calberte (Lozère) d'une série de carte intitulée Scènes de la vie cévenole.
- Marcelin (P), éditeur à Belley (Ain).
- Marchal (Veuve), éditeur à Pontivy (Morbihan) entre 1900 et 1920 environ.
- Marchand (Georges), Photographe-éditeur-Imprimeur à Dieppe (Seine-Maritime), né à Dieppe le 24 avril 1876, décédé à l'âge de 88 ans, en 1964. Il commença à pratiquer la photo avec le procédé typo-photographique, on sait que la vue du phare de Dieppe par tempête eut un tirage exceptionnel à l'époque de 100 000 exemplaires. Georges Marchand a marqué la carte postale par sa vision artistique ; là où un photographe fait son travail de professionnel, Georges Marchand découvre avec un œil différent, à travers son objectif, le détail qui donnera vie à son cliché, la douceur de la lumière, cet éclairage particulier de côté donnent à ses photographies toute leur poésie ; cette qualité évoque bien souvent la lumière spécifique aux œuvres du peintre Georges de La Tour. Il a édité entre 1900 et 1912 environ 2000 cartes postales différentes de la Seine-Maritime et plus particulièrement de Dieppe, ses cartes postales sont toutes signées, numérotées et légendées, certaines ne sont signées que de ses initiales G.M. ses premières photographies furent éditées en cartes postales par Mme. Vve. Ed. Marchand, sa mère (au moins 165 numéros), Ce photographe a compris le Pays de Caux par l'image, comme Guy de Maupassant l'a compris dans ses textes, d'une manière à la fois délicate et sensuelle. La numérisation de 2410 de ses négatifs en celluloïd sera utilisée pour une série d'animations à Dieppe entre mai et septembre 2013, cette année Marchand sera complétée par une exposition à ciel ouvert de trente de ses œuvres, évoquant des scènes d'eau et par des projections sonores et musicales avec le conservatoire Camille Saint-Saëns.
- Marchand (Louis) éditeur à Orléans (Loiret) sous le nom des éditions "Jeanne d'Arc".
- Marco, éditeur installé 127 rue Aristide-Briand à Levallois-Perret (Hauts-de-Seine).
- Marcou (Michel), éditeur à Breuillet (Charente-Maritime).
- Mardelet, éditeur à Corbeil (Seine-et-Oise)
- Marfaing, (tabacs) éditeur à Cruscades (Aude).
- Margerit-Brémond (Pierre), éditeur au Puy-en-Velay (Haute-Loire) gros éditeur régional (+ de 16 000 cartes) sur sa région, logo avec M.B dans un cercle.
- Marguillier, éditeur à Puiseaux, notamment d'une petite série aéronautique.
- Marguillier, (imprimeur), éditeur à Pithiviers (Loiret).
- Marin, éditeur à Bourg-en-Bresse (Ain).
- Maure (Marius), éditeur à Biskra (Constantine, Algérie) entre 1899 et 1935 environ.
- Marlot, éditeur de cartes de Villiers-le-Bel (Val-d'Oise).
- Marmuse (P.), éditeur à Paris (98bis rue du Cherche-Midi), de rayonnement national.
- Marron, imprimerie Coutras (Gironde).
- Marron (Marcel), éditeur à Orléans (Loiret) à partir de 1902 et fort longtemps.
- Martin (A), éditeur à Sauve (Gard).
- Martin (M), éditeur de cartes françaises à Genève (Suisse).
- Martinet-Heuillard, éditeur à Sainte-Menehould (Marne).
- Marty (J) éditeur à Épinal (Vosges).
- Marty-Costeja (Cl) éditeur de cartes de Laroque-des-Albères (Pyrénées-Orientales).
- Mary-Rousselière (Edmond), éditeur à Rennes (Ille-et-Vilaine).
- Masson (C), éditeur de cartes de Seine-Maritime.
- Mathière (G), éditeur à Paris (31-32 rue de Charonne).
- Mathorel, voir H. Lecoq et Mathorel.
- Matot, (Jules) édit. Reims (Marne). Imprimeur et photographe
- Mauriès, éditeur de cartes à Rabastens dans le Tarn. Certaines de ses cartes d'Albi ont été rééditées avec le logo APA, gros éditeur de cartes installé à Albi. Voir ci-dessus APA et Apa-Poux.
- Maurilieras, éditeur à Bourganeuf (Creuse).
- Mayerhofer et Cie, éditeur à Toulouse (Haute-Garonne).
- Mazel, buraliste éditeur à Les Mages (Gard).
- Mazer, éditeur à La Grand-Combe (Gard).
- Mazure (François), éditeur à Châteaumeillant (Cher).
- Meignan (P.), éditeur à Senlis (Oise).
- Meistertzheim (E), éditeur à Metz (Moselle).
- Mellet (E), éditeur à Harfleur (Seine-Maritime).
- Ménard, L., éditeur à Fontainebleau (Seine-et-Marne)
- Merchez, débitant de tabac et éditeur à Hallencourt (Somme).
- Merlin, imp. phot. à Toulouse (Haute-Garonne).
- Merlot, éditeur à Lille pendant la Belle Époque.
- Mesny (P.), éditeur 22 rue du Mail à Rennes (Ille-et-Vilaine).
- Messageries Maritimes, éditeur.
- Mey (Gustave), éditeur à Le Puy-en-Velay (Haute-Loire).
- Meyer (Firmin), Éditeur à Carpentras (Vaucluse).
- MFA, (Creuse) = ?
- Michaud (Tabacs) Éditeur à Saint-Michel-de-Maurienne (Savoie).
- MIchaud (L.), Edit. Librairie. Reims (Marne). On voit aussi : Librairie de l'Académie et ND photos (Notre Dame)
- Michaux (Lucien), éditeur à  Bellegarde(Ain). (On peut rencontrer des inscriptions bizarres (texte non relu ?) comme : L. Michhaux (sic), Edit Bellearde (sic)
- Michel (Achille, Désiré) photographe-éditeur à Davayé (Saône-et-Loire) puis à Pionsat (Puy-de-Dôme) et à Saint-Gervais-d'Auvergne (Puy-de-Dôme).
- Michel (Ernest) (1881-1956) photographe-éditeur à Berrechid, Casablanca, Marrakech (Maroc).
- Michel et Forgeot, éditeur à Bordeaux (Gironde), "38, Intendance". Collection Historique des Châteaux de Guienne (avec l'historique des châteaux de Guyenne, extraits de l'ouvrage de Boisserie de Masmontet).
- Micheneau (Cliché 11), (horloger), éditeur à Chiché(Deux-Sèvres).
- Mieusset (Victor), éditeur à Monnetier-Mornex (Haute-Savoie)
- Mièvre (L), éditeur à Annemasse (Haute-Savoie)
- Mignon, E., éditeur à Nangis (Seine-et-Marne)
- Mignot (C), Phot. éditeur à Néant-sur-Yvel (Morbihan)
- Minard, éditeur à Coupvray (Seine-et-Marne)
- Minvielle, éditeur à Coëtquidan (Morbihan)
- Mionau (P.), associé à A. Rocherau
- Miquel, (Recette Buraliste) éditeur à Peyriac-de-Mer (Aude)
- Miquel (Pierre), éditeur à Lézignan-Corbières (Aude)
- Mirontaine (Éditions ), cartes maquettes anniversaire artistiques, cartes 3D
- MJ 200, éditeur de cartes fantaisies.
- ML, éditeur à Paris (séries limitées à 150 ex. au début des années 1900)
- Modern'Photo, voir Seitz (E.).
- Mogisse J, éditeur à Orléans (Loiret)
- Moissette (Émilien), boulanger à Vandières ( Meurthe et Moselle)
- Moisson (E), éditeur à Sainte-Menehould (Marne)
- Mollaret (A), éditeur à Grenoble (Isère)
- Molleveau, éditeur à Blandy (Essonne), avec une erreur d'orthographe de l'éditeur réel, Gustave Garnier d'Étampes, l'éditeur débitant étant Amélina Caillou épouse Molvault, épicière à Blandy de 1906 à 1909 (cf. Corpus Etampois).
- Mollière, éditeur à Bagnolet
- Mona, "Éditions d'art" à Paris (Seine)
- Monna (E), éditeur libraire Le Vigan (Gard)
- Mondange (Saône-et-Loire)
- Monié, Éditeur à Bizanet (Aude)
- Monier (Albert), Éditeur à Condat (Cantal), initiateur de l'édition de posters.
- Montagne (Altidor), cafetier, éditeur à L'Étoile (Somme).
- Montagne-Mianney éditeur de cartes dans la Somme
- Montant (M), photographe, éditeur à Sallanches (Haute-Savoie)
- Montbarbon (Louis) éditeur à Bourg-en-Bresse (Ain)
- Moosmann (M), éditeur à Champagne-sur-Seine (Seine-et-Marne)
- Moquet (A.), éditeur au Raincy vers 1906
- Morand (L), éditeur à Megève (Haute-Savoie)
- Morel (Jullien et), éditeurs en Haute-Marne
- Morieu (L.), Libraire, imprimeur, papetier à Pont-Sainte-Maxence (Oise)
- Morina, éditeur à Narbonne (Aude)
- Mornas, éditeur à Pussay (Essonne)
- Moro (J) (Opticien), éditeur à Montluçon (Allier)
- Moroy Gomart
- Mothe (Pierre et Henri). éditeurs à Aubusson (Creuse) de 1905 à 1920
- Mouchet (G), éditeur à Annecy (Haute-Savoie)
- Moulet et Roure, Éditeurs à Marseille
- Moullec Jean, imprimeur-éditeur à Dourdan (Essonne) de 1907 à 1912
- Mounier (A) éditeur de cartes de  La-Croix-Haute (Drôme).
- Moureu-Courtois à Saint-Pierre-d'Oléron (Charente-Maritime)
- Mournet (Collection) éditeur à Port-la-Nouvelle (Aude)
- Moussier (A) (Hirondelle), éditeur à Paris
- Moutet (A) éditeur à 64 rue de Seine à Paris[15]
- Mugnier (ABEM) (A Baud Emile Mugnier), éditeur à Annecy (Haute-Savoie)
- Mulard (M.), éditeur et photographe à Yerres (Essonne).
- Mulot (Em.), phot. édit. à Reims (Marne)
- Muller & Trub, éditeurs de cartes françaises à Aarau et Lausanne (Suisse)
- Multi-Collection et Philatétie Etampoise, éditeur à Étampes de cartes postales consacrées à des aquarelles de Philippe Legendre-Kvater, depuis 1993.
- Münck-Clottu, éditeur à Remiremont (Vosges)
- Munier G., éditeur à Orbey (Haut-Rhin)
- Munier Montluet, succ., éditeur 19 rue Marceau à Nice (Alpes-Maritimes)
- MySweetCarterie, éditeur de cartes postales, service d'abonnement en ligne.

- Haut – A
- B
- C
- D
- E
- F
- G
- H
- I
- J
- K
- L
- M
- N
- O
- P
- Q
- R
- S
- T
- U
- V
- W
- X
- Y
- Z

## N
- N. D. Phot, éditeur de rayonnement national (Voir Neurdein ci-dessous).
- N. G., éditeur dans l'Aude.
- N. G., photographe à Arcachon (Gironde).
- N. L. (Coll), éditeur à Morlaix (Finistère).
- N. P., éditeur de cartes de Sète (Hérault).
- Nadal, éditeur à Saïgon (édition française).
- Bromure Narbo, 6r, Allée St-Agne, Toulouse.
- Nathan, Fernand, éditeur à Paris de cartes postales d'intérêt pédagogique.
- Nardot (J.), éditeur à Bordeaux (Gironde). A édité une série sur le Salon maritime de Bordeaux en 1907.
- Neudin (Gérard), (décédé le 19 avril 2001), éditeur de Cartes Postales Modernes (CPM), à Paris (35 rue Geoffroy-Saint-Hilaire).
- Neurdein, éditeur à Paris, de rayonnement national, sous le sigle ND Phot. ; fut réuni à Lévy après la guerre, 38, boulevard de Strasbourg, Paris, on trouve aussi : Photo - Reims -Cathédrale.
- Neveu (Léo), photographe-éditeur à Arcachon (Gironde).
- Neveux (Edition) à Pierrefonds (Oise).
- Nicolas, éditeur à Montluel (Ain).
- Niémack, éditeur à Bouray (Essonne).
- Nieps (A.), éditeur de cartes du Camp de Mailly-le-Camp (Aube).
- Nitard E., imprimerie - Rue de Creil à Gouvieux (Oise).
- Nivernaises (Les Éditions), Cosne-Cours-sur-Loire (Nièvre).
- Nodet (L.), éditeur aux Arcades du Casino à Nice (Alpes-Maritimes).
- Nolle-Delpierre, éditeur à Béthune (Pas-de-Calais).
- Nogret, imprimeur à Brive (Corrèze).
- Nougarède (B) et Lestrat (H), éditeurs à Soissons (Aisne).
- Nougarède (Georges), imprimeur, éditeur à Soissons (Aisne), 2, rue du Beffroi.
- Nouvelles Galeries (Les), éditeur à Alès (Gard).
- Nouvelles Galeries (Les), (Soulier) éditeur Le Vigan (Gard).
- Nouvelles Galeries (Les), éditeur à Paramé (Rochebonne) (Ille-et-Vilaine).
- Nouvelles Galeries, éditeur à Limoux (Aude), à Royan (Charente-Maritime).
- Nouvelles Images, éditeur à Lombreuil depuis 1957.
- Noyer (Armand), (« A. N. » ou « A. Noyer » ou « ADA »), éditeur, boulevard de Strasbourg, à Paris.
- Nozais (Joseph), éditeur à Nantes (Loire Atlantique). Associé avec Artaud, Gabriel de 1906 à 1922 (Artaud-Nozais ou A.N.). puis édite à nouveau sous le nom de J. Nozais (Nozais).
- Nussac (Alphonse de), éditeur à Guéret (Creuse) entre 1900 et 1914.

- Haut – A
- B
- C
- D
- E
- F
- G
- H
- I
- J
- K
- L
- M
- N
- O
- P
- Q
- R
- S
- T
- U
- V
- W
- X
- Y
- Z

## O
- Obein (J), éditeur en Haute-Marne
- Oberlé (E), éditeur à Villé (Bas-Rhin)
- O.G.E.O., éditions O.G.E.O., 80 rue de l'Université, Paris (7e).
- Ott (Pie), photographe, imprimeur et éditeur à Wasselonne (Bas-Rhin)
- Otter, (papeterie) éditeur à Senlis (Oise)
- Oustric, (épicier) éditeur à Moux (Aude)

- Haut – A
- B
- C
- D
- E
- F
- G
- H
- I
- J
- K
- L
- M
- N
- O
- P
- Q
- R
- S
- T
- U
- V
- W
- X
- Y
- Z

## P
- P. C. Paris
- P. D. voir Dupré (Paul), libraire, éditeur à Saint-Quentin (Aisne).
- P.-D. R., éditeur de cartes de Reims, Marne.
- P. G. ou P. G. Limoges, éditeur à Limoges, Haute-Vienne.
- P. I., 71 av. de Wagram, Paris.
- P. P. photographe à Arcachon (Gironde).?
- P. P. Librairie, éditeur à Les Aubiers(Deux-Sèvres).
- P. R. (Lunéville-Photo), 13, place de l'Église à Lunéville (Meurthe-et-Moselle).
- P. R. P. Éditeur sur la Vienne (Vienne)- Environ 200 cartes (172 cartes Poitiers + Coulombiers - Dissay - Jaulnay-Clan - Lusignan - L'Isle-Jourdain - Lussac les Châteaux - Montmorillon) - P.R.P. Paul Rebeilleau Poitiers - Rue de la Cathédrale à Poitiers - (Paul Rebeilleau - Bonneterie & Mercerie en Gros - a laissé son nom au Stade de la Pierre-Levée en 1923, à son décès) (Recherches Association des Collectionneurs Poitevins/Gérard Simmat).
- P. R. - S. (Collection), souvent associé au sigle d'une grande fleur de pensée, tigée et feuillée (plus d'un centimètre) ; Éditeur non identifié dans l'Yonne, S. pourrait signifier Sens.
- Pacalet à Lyon (Rhône)
- Pacaprod à Grenoble ( Isère )
- Pacome, éditeur à Coye-la-Forêt (Oise)
- Pagès, éditeur à Paraza (Aude)
- Pagès-Roux, éditeur Bar-Tabac à Marvejols(Lozère)
- Pagny, éditeur à Montgeron (Essonne)
- Paillet (D), éditeur à Lyon (Rhône)
- Palau-Frères, Éditeurs de Cartes Doubles à Carcassonne (Aude) - Une des particularités de l'Aude : LES CARTES DOUBLES PALAU (Voir aussi M.J.). Constituées de deux volets : 2 vues du village (souvent très animées) avec au dos : Le côté "Adresse" pour une vue et le côté "Notice" pour l'autre. L'ensemble était plié, et fermé par le timbre collé à cheval.
- Palfray (G), éditeur à Fécamp (Seine-Maritime)
- Pallu, éditeur d'au moins une carte postale "signé" « C Bloch & Hallar » sur la crue à Paris en janvier 1910
- Panajon Frères (Bordeaux)
- Papèterie Nouvelle, éditeur à Alès (Gard)
- Papeghin (A.), imprimeur et éditeur à Tours (Indre-et-Loire) et à Paris (24, rue des Petites-Écuries) - les cartes signées A. P. ont été produites aussi par d'autres imprimeurs et éditeurs.
- Papinaud (ou Pampinaud), photographe et éditeur à Lézignan-Corbières (Aude)
- Paquet (P) éditeur à Moulins (Allier)
- Pariot (Ad.), éditeur à Annecy (Haute-Savoie) Quai Eustache-Chappuis.
- Paris (G.-S.), éditeur.
- Paris Clichés, éditeur de cartes postales. Photographe Laurent LEON à Plaisir (Yvelines).
- Paroisse de Villeneuve, éditeur à Villeneuve d'Aveyron (Aveyron)
- Partners Card, éditeur (concepteur, fabricant, diffuseur) de cartes à Saint-Médard-d'Aunis (Charente-Maritime)
- Parot, éditeur à Boësses (Loiret)
- Paris-Grenoble (Édition spéciale) éditeur de cartes de Grenoble (Isère)
- Passebois, éditeur à Génolhac (Gard)
- Passereau (R) à Targon (Gironde).
- Pasquier, éditeur à Baud (Morbihan) entre 1900 et 1920 environ.
- Pasquier (E.), imp. à Chauvigny (Vienne)
- Patras (Louis), éditeur à Paris (21 rue du Cherche-Midi)
- Patras, photographe et imprimeur, 9 avenue Marguerite à Boulogne-sur-Seine, ancien nom de Boulogne-Billancourt.
- Patrier (édit.) - Epicier - Rue de Paris (aujourd'hui rue Gambetta) à Bélâbre (Indre).
- Pol (éditeur), Jacques Fréville, 22 rue Payen, Reims
- Péant, éditeur G. Péant Rue de l'Aqueduc à Paris.
- Pecquet (Mme), journaux, éditeur à L'Étoile (Somme).
- Péjoux éditeur à Ermont (Val-d'Oise) anciennement Seine-et-Oise
- Péladan (Fernand), éditeur à Saint-Étienne-Vallée-Française (Lozère) ; Cartes identiques à celles de Cardonnet.
- Pélissier, éditeur à Bénévent (Creuse).
- Pendaries (M), éditeur à Toulouse  (Haute-Garonne)
- Perez et Lévy, éditeurs à Saint-Laurent-du-Maroni (Guyane).
- Perraguin Eugène, Photographe éditeur, 27 rue Saint-Lazare, Le Blanc
- Perron (Fernand), éditeur à Chassigny (Haute-Marne)
- Perrot (A), éditeur dans le Gard
- Perrot, éditeur à Orléans, rayonnant jusqu'à Pussay (Essonne)
- Perrot, phot. à Creil (Oise)
- Périllous (L), éditeur à Fabrezan (Aude)
- Peschaud, éditeur à Alès (Gard)
- Petiet (Henri-Marie), éditeur de cartes postales ferroviaires dans les années 1930 et 1940.
- Petit (Pierre), photographe à Paris, photographe accrédité de la Maison d'éducation de la Légion d'honneur de Saint-Denis.
- Petit (Pierre-Yves), (photographe), cf. Yvon, débute 1916, crée en 1922 les éditions d’art Yvon, continue après sa mort 1960
- Petit (S), (photographe), éditeur à Longpré-les-Corps-Saints (Somme)
- Peyre, éditeur à La Redorte (Aude)
- PFA (Savoie)
- Ph Rosen, Paris
- Phalempin (Albert), épicier, éditeur à L'Étoile (Somme).
- Pharisa, libraire-papetier, éditeur à L'Île-Saint-Denis.
- Phénix Serein SARL, éditeur, reliure d'art, galerie d'art 5 place Arnold à Strasbourg
- Phos, éditeur à Pointe-à-Pitre (Guadeloupe)
- Photo-Édition, 6 rue Seveste ou 56 rue des Tournelles à Paris
- Photo-Édition, Précy-sur-Oise
- Photo-Email, voir Breger
- Photo-Lux (Bordeaux)
- Photo-Mécanic, éditeur à Muret (Haute-Garonne)
- Photo Ouest, éditeur Photo Ouest à Rennes (Ille-et-Vilaine)
- Photo Pêle-Mèle, éditeur à Saint-André-de-Valborgne (Gard)
- Photo Postal, éditeur à Bordeaux
- Pierre, éditeur à Boësses (Loiret)
- Pialot (Pius), éditeur à Dourbies (Gard)
- Picot Tabac, éditeur à Laon (Aisne)
- Pierrot (L.) & Gallois (R.), Rueil-Malmaison
- Pihet (Maison), (Agence de location), éditeur de cartes de Seine-Maritime
- Pimbert, éditeur à Loudun (Vienne)
- Pinet, Coutras (Gronde)
- Pinguet, Imp. éditeur à Avignon (Var)
- Pinthon (Jean), éditeur aux Combrailles (Creuse)
- Piprot (Gaston), éditeur à Paris puis Boulogne-sur-Seine. (marque à l'étoile)
- Pissot (Libr.-Pap.), éditeur Le Lavandou (Var)
- Pittier, photographe éditeur à Annecy (Haute-Savoie)
- Plagnes (Marius), Photographe éditeur à Saint-Chély-d'Apcher(Lozère)
- Planchon (A), (libraire) éditeur à  Mende(Lozère).
- Plouviez ( Plouviez-Cardon, Plouviez-Dupriez, Plouviez-Chartreux) imprimeur lithographe éditeur de cartes à Carvin (Pas-de-Calais) avant et pendant la Première Guerre mondiale.
- Plunian (P.), éditeur à Nantes, 3 rue d'Orléans.
- Poignant, éditeur de cartes de Bourbon-Lancy (Saône-et-Loire)
- Poirson, éditeur à Noyon (Oise)
- Pollet, éditeur à Lille (Nord) de cartes semi-modernes
- Pollet (Lucien), éditeur à Lille (Nord) sous le sigle L. P. pendant la Belle Époque.
- Pollet-Legrand, éditeur à Lille (Nord)sous le sigle P. L. pendant la Belle Époque.
- Poméon (A) et ses fils, (imp.), éditeur à Saint-Chamond (Loire) - Éditeur en 1900 de séries de cartes dessinées, publicités pour des médicaments (Xérol).
- Ponnoussamy (V), (maison), éditeur à Pondichéry.
- Pons (M.) éditeur à Béziers (Hérault).
- Phototypie Ponsin-Druart à Reims (Marne).
- Porquet (épicerie, tabac) éditeur Place du Marché à Milly-la-Forêt (Essonne).
- Portehaut (imprimeur), éditeur à Pithiviers (Loiret).
- Pothain, libraire-éditeur à Avallon (Yonne) ; outre de nombreuses vues locales, a publié la Collection des « Châteaux de l'Avallonnais » (plus de 50 cartes), les dernières imprimées à Nancy (monogramme HS ou SH ?).
- Pottelain-Paruitte, éditeur à Sissonne (Aisne).
- Poullan, à Hyères.
- Pouplet, éditeur à Bures-sur-Yvette (Essonne).
- Pourtoy (A), (photographe), éditeur en Haute-Marne.
- Pourvoyeur d'Images Éditions VP, éditeur à Paris.
- Pouydebat (F), 37 rue Faidherbe à Paris (Seine).
- Poux (André), (Phototypie Tarnaise) éditeur à Albi (Tarn).
- Pratbernon, éditeur à Toul (Meurthe-et-Moselle).
- Prévot, éditeur Avignon (Vaucluse).
- Prévoteau (Guillemette), éditeur à Baud (Morbihan) entre 1900 et 1920 environ.
- Prézelin, éditeur à Bellême (Orne).
- Prillot, photographe pour les éditions La Cigogne.
- Printemps (Édition du), éditeur à Paris (Seine)
- Prot (J.) Edit. A la Régence, Reims (Marne)
- Proust A., éditeur à Paris.
- Provost, imp. 15 rue Lafayette à Paris
- Prunot (E), éditeur à Narbonne (Aude)
- Pruvost R. 159 rue Montmartre à Paris - Cartes marquées R.P.
- P.S. voir Suess
- Publimer, éditeur à Dieppe (Seine-Maritime). Cet éditeur a fabriqué les cartes postales qui ont servi aux publicités Amora et La Biomarine (Ionyl).
- Puget (G), éditeur Librairie papèterie à Anduze (Gard)
- Purimon, Saint-Quay-Portrieux (Côtes-d'Armor)
- Py-Oliver, éditeur à Perpignan (Pyrénées-Orientales)
- Pyrénées Océan, voir Labouche frères.

- Haut – A
- B
- C
- D
- E
- F
- G
- H
- I
- J
- K
- L
- M
- N
- O
- P
- Q
- R
- S
- T
- U
- V
- W
- X
- Y
- Z

## Q
- Quantin, Libraire-éditeur à Lunéville (Meurthe-et-Moselle)
- Quartier (Louis), éditeur de cartes d'Angers (Maine-et-Loire)
- Quentinet (A), éditeur, 20 rue Tiers, Reims (Marne)
- Quinault E. Lourdes
- Quintin, éditeur rayonnant au moins sur Étampes-sur-Marne (Aisne)

- Haut – A
- B
- C
- D
- E
- F
- G
- H
- I
- J
- K
- L
- M
- N
- O
- P
- Q
- R
- S
- T
- U
- V
- W
- X
- Y
- Z

## R
- R. D. (voir Dorange)
- R. L. (Bordeaux ?)
- R. P., éditeur à Paris, 159, rue Montmartre. (initiales de R. Pruvost).
- Rabixo (Joseph), (épicerie), éditeur de cartes des Pyrénées-Orientales.
- Raitre (Marcel), éditeur à Rouen, (Seine-Maritime) - 62 rue Saint-Nicolas, dans les années 1930.
- Rameau (Eugène), photographe et éditeur à Étampes, dans les années 1910, 1920 et 1930, rayonnant sur tous les environs. Ses cartes aéronautiques sont consacrées à l'aérodrome d'Étampes - Mondésir et aux nombreux pionniers de l'aviation qui le fréquentèrent. Il a aussi beaucoup photographié le scoutisme à Chamarande.
- Rameau (Robert), fils du précédent, photographe et éditeur à Étampes, rayonnant sur tous les environs dans les années 1950 et 1960.
- Ramon (C.) photographe éditeur à Castelnaudary (Aude).
- Ramos (L.), Éditeur, a publié des clichés de G. Harry entre les deux guerres (dont Arcy-sur-Cure, Yonne).
- Ramuntcho, pseudonyme de Raymond Bergevin (1878-1953) choisi dans les années 1920, (Éditions Artistiques Raymond Bergevin), éditeur à La Rochelle, (Charente-Maritime).
- Ratti (Edition Maison Ratti, Nouveautés, Cherbourg), fin des années 1900.
- Ravier (Veuve), éditeur à Bourg-en-Bresse (Ain).
- Ravier, librairie-papeterie à Bourg-en-Bresse (Ain).
- Rauveret, éditeur à Anduze (Gard).
- Raymon. Editions d'Art Raymon - 17, avenue des Marronniers à Brunoy (S.-et-O.). Editeur de CPSM.
- Raynaud, (Bazar du Mail), éditeur à Castres (Tarn).
- Razel, libraire-éditeur à Lunéville.
- Réant (G), éditeur à Paris, 15 rue de l'Aqueduc.
- Réant (G), éditeur-fabricant à Amiens, (Somme), 54 route de Paris.
- Réant (G), éditeur à Lille (Nord).
- Rebilliat Photographe-éditeur.
- Regard (Gédéon), éditeur à Feigères (Haute-Savoie).
- Reiss (Simon), éditeur de cartes françaises à Genève (Suisse).
- Rella, éditeur de cartes de Menton (Alpes-Maritimes).
- Renaudeau, photographe à Arcachon (Gironde).
- Renoult (Jules), éditeur à Nogent-le-Rotrou (Eure).
- Rep (A.) & Filliette, phototypie, Château-Thierry (Aisne) : Collection R.F.
- Res (Michel), tabac, éditeur à Baud (Morbihan) entre 1900 et 1920 environ.
- Reuchet, éditeur, imprimeur, à Fougerolles (Haute-Saône), signature sous les formes : Reuchet, Vesoul-Fougerolles - Reuchet, Fougerolles - Reuchet, édit, Fougerolles - Reuchet Ougier, Fougerolles et R.O.F.
- Révillon, Edit. (S.L.)
- Rey (Jean), éditeur à Azille (Aude)
- Reynaud (E), éditeur à Chambéry (Savoie). Sa production se situe autour de 3400 cartes.
- Ribieras (Edition), "La Haute-Vienne Illustrée".
- Richard, libraire, éditeur à Annemasse (Haute-Savoie) (remarque et question : = Richard-Douard ?).
- Richard, éditeur de cartes de la Creuse.
- Richard (A), éditeur à Paris - Marque A. R.
- Richard (D), photo (éditeur ?) cf. Notes et références : Cartes postales anciennes de l'Oise éditeur divers.
- Richard-Douard, éditeur à Annemasse (Haute-Savoie).
- Richaud, éditeur à Barcelonnette (Alpes-de-Haute-Provence).
- Rion (André) éditeur Rue Raiberti à Nice (Alpes-Maritimes).
- Rivière-Bureau, éditeur à Pons (Charente-Maritime)
- Richaud, éditeur à Barcelonnette (Alpes-de-Haute-Provence).
- Robineau (Mme Vve), libr. édit. à Chantilly (Oise)
- Robuchon (Jules), photographe-éditeur à Poitiers (Vienne). Jules-César Robuchon (1840-1922), d'abord photographe à Fontenay-le-Comte (Vendée), s'installe à Poitiers en 1898, où il publie lui-même ses cartes, avec sa signature J.R. autographe ou au tampon, puis marquées "Phot. Jules Robuchon, Poitiers" en marge gauche verticale. Sa fille continue cette activité jusque vers 1950. Les archives départementales de la Vendée ont numérisé la plupart de ses clichés.
- Rochat (Ensch.), éditeur « artistique » à Thorigny-Lagny (Seine-et-Marne).
- Rochereau (A.), libraire-éditeur associé à P. Mionau
- Romand (A.), à La Valbonne (Ain).
- Rommel (R ou L), (libraire), éditeur à Péronne (Somme).
- Roques, (tabacs), éditeur à Lagrasse (Aude)
- Roques (Ernest), éditeur à Saint-André-de-Valborgne (Gard)
- Rosnoblet (J), éditeur à Annemasse (Haute-Savoie)
- Rose, éditeur ou marque de cartes sur la crue de la Seine de 1910 à Paris probablement publiées postérieurement.
- Roubé, clichés A. Havoué, Châtillon (Nièvre)
- Rouchaud, (épicerie-mercerie), éditeur à Saint-Victor (Dordogne)
- Roudière (E), (imprimeur), éditeur à Carcassonne (Aude)
- Rouget (Bernard), photographe-journaliste-éditeur à Casablanca (Maroc) de 1945 à 1974.
- Rouvière (L), éditeur tabac à Florac (Lozère)
- Rouen (G), éditeur à Roye(Somme).
- Roussel, éditeur à Châteauroux (Indre)
- Roux, éditeur coiffeur à Florac (Lozère)
- Roy (F), (Studio), Berck (Pas-de-Calais)
- Royer, éditeur de rayonnement national à Nancy (Meurthe-et-Moselle)
- Royer (Paris, 22 rue Cail)
- Royer (Pierre), éditeur à Étampes sous le signe P.R. Reprend et développe les fonds de Louis-Didier Des Gachons et de Marmuse.
- Rozychi (Ed. de), phot. Senlis (Oise)
- Rozychi (Ph. de), phot. Chantilly (Oise)
- Ruat (P), éditeur à Marseille (B-du-R)
- Rumeau (A.), fils du précédent, photographe éditeur à Pussay (Essonne)
- Rumeau (J.) et ses fils, photographe éditeur à Rochefort-en-Yvelines (Yvelines) rayonnant sur les villages alentour.

- Haut – A
- B
- C
- D
- E
- F
- G
- H
- I
- J
- K
- L
- M
- N
- O
- P
- Q
- R
- S
- T
- U
- V
- W
- X
- Y
- Z

## S
- S. A. D. A. G. (Société anonyme des Arts graphiques, anc. Thévoz & Cie, gravure et imprimerie), édition fondée à Genève (Suisse) en 1894, puis  à Bellegarde-sur-Valserine (Ain) en 1909.
- S.-D, éditeur (de cartes françaises) à Bruxelles (Belgique) 129. r. Rogier.
- S. E. P. T., éditeur 2, rue Alexis-Mossa à Nice (Alpes-Maritimes) * S. F., Farges (S), éditeur à Lyon (Rhône).
- S. G. I. P., éditeur à Choisy-le-Roi (Val-de-Marne) (mais à l'époque dans le département de la Seine).
- S.L. (coll.), voir Simonet.
- Sabatier (Gaston) (négociant), éditeur à Vebron (Lozère).
- Sacquépée, éditeur de cartes de la Somme.
- Saelens, éditeur de cartes du Nord.
- Sagot, éditeur à Morigny-Champigny (Essonne), en réalité de cartes postales d'Eugène Rameau (Étampes).
- Sagez (H), (librairie papeterie), éditeur à  Montdidier (Somme).
- Saguez, éditeur à Bonneuil les eaux (Oise).
- Saint-Joseph (Congrégation de), (Abbaye de Saint-Pierre et Saint-Paul de Cluny), éditeur à l'abbaye de Cluny (Saône-et-Loire).
- Salamandre (Logo de la) Thibault, Éditeurs, Fontainebleau-Melun (Seine-et-Marne)
- Sallis (H), (photographe), éditeur à Narbonne (Aude) - Sallis a notamment édité de très belles cartes-photos sans autre mention que son nom.
- Salmon, éditeur, Saint-Pierre-la-Cour (Mayenne).
- Saphet (Dip), éditeur à Alès (Gard)
- Sarciat, éditeur Ambès (Gironde).
- Sartori (O), éditeur de cartes françaises à Genève (Suisse)
- Sat. L. R. , France (Cartes postales de Roubaix)
- Saurel (Buraliste), éditeur à Saint-André-de-Roquelongue (Aude)
- Schwalb (édition)
- Scordel (P), éditeur en Haute-Marne
- Seclet (Élysée), débitant de tabac et éditeur à Hallencourt (Somme).
- Segeron (Annet), éditeur vers 1914 à Aubusson.
- Séguela-Combes, éditeur à Amélie-les-Bains-Palalda (Pyrénées-Orientales)
- Seitz (E.), éditeur (usant aussi du nom de Modern'Photo) à Étampes et à Pau, de cartes postales aéronautiques consacrées aux aviateurs de l'École de pilotage Blériot qui déménageait à la mauvaise saison.
- Sellier (A), Edition ; sur Château de Verneuil-sur-Seine (Yvelines), CPA légèrement colorisée, imprimée par Bourdier-Faucheux à Versailles
- Sénéchal, éditeur à Nancy (Meurthe-et-Moselle). Cet éditeur a réalisé notamment des cartes avec des douaniers à la frontière du Nord.
- Seriers, photographe, a signé des châteaux en Aveyron (Loc-Dieu, près Villefranche-de-Rouergue), imprimées par les Impr. Réunies à Nancy
- Sery (veuve), éditeur à Gaillon (Eure) - Jules Sery imprimeur dans la même ville
- Serre, éditeur à La Franqui (Aude)
- Serre, texto en caractère d'imprimerie au dos des cartes : "A. SERRE, PHOTO., 189, FAUGORUG POISSINIERE, PARIS" est il aussi l'éditeur ?  Sur les photos, le titre est « en caractères » manuscrit.
- Service commercial des monuments historiques, à Paris (structure mentionnée depuis au moins 1950 mais mal documentée).
- Sescau (imprimeur), éditeur à Honfleur (Calvados)
- Seughol &. Magdelin, éditeurs à Paris
- Sevin C., éditeur-papetier à Dourdan (Essonne)
- SIAT (S. I. A. T.), éditeur de cartes 1900.
- Sibert, éditeur à Paris
- Sicard (C.), photo. à Chauvigny (Vienne)
- Sicard (E), éditeur à Montréal (Aude)
- Sicart (Veuve), éditrice à Fontan (Alpes-Maritimes)
- Silve (Auguste), éditeur à Barcelonnette (Alpes-de-Haute-Provence).
- Simon, éditeur à Maîche (Doubs)
- Simonet (L.), à Bray-sur-Seine (Seine-et-Marne)
- Siron (Achille), éditeur à Barbizon (Seine-et-Marne).
- SL (Logo : Blason avec un Lion), éditeur en Savoie
- SMPP (Sté Moderne de Presse et de Publications), à Charvieu-Chavagneux (Isère), Éditeur de cartes postales religieuses
- Société Editions de France, 2 rue Victor-Clapier, à Marseille (Bouches-du-Rhône), éditeur de CPSM
- Société Graphique, éditeur de cartes françaises à Neuchâtel (Suisse)
- Société Pyrénéenne S. H. M. (Société d'Histoire de la Montagne (?) (Cliché du Bulletin Catalan) (L. Geisler SC), éditeurs de cartes du Haut-Vallespir (Pyrénées-Orientales).
- Sofer éditeur à Saint-Maur (Val-de-Marne).
- Sonthonnax, photographe à Bourg-en-Bresse (Ain).
- Sorel (J.), éditeur à Rennes (Ille-et-Vilaine).
- Soubiron (F.B.) éditeur, 9, rue de la Poste à Toulouse (Haute-Garonne).
- Soucaille, éditeur à Lézignan-Corbières (Aude).
- Souchay, éditeur à Saint-Chéron (Essonne).
- Souillard (E), éditeur de cartes de la Somme.
- Soulié, éditeur de cartes de Bizanet (Aude).
- Soulier (B), voir Bazar Soulier.
- Soyez (Charles), éditeur à Lille (Nord) sous le sigle C. S. pendant la Belle Époque.
- Spécial-Photo (J. Breithaupt), éditeur de cartes françaises à Genève (Suisse).
- Steiman Mazuir, Photo à Bourg-en-Bresse (Ain).
- STAR, éditeur à Marseille (Bouches-du Rhône).
- Stévenard, éditeur à Boulogne-sur-Mer (Pas-de-Calais). Initiales E. S.
- Studio CPC (Cartes Postales et Collection) à Eauze dans le Gers.
- Studio Privat à Chantilly (Oise).
- Suess (Paul), éditeur à Dresde (Allemagne). A édité des centaines de cartes postales sous la marque "PS à D Erika" (Paul Süss à Dresde, Erika)[16].
- Sujol (M), éditeur à Sauve (Gard).
- Syndicat créé en 1904 - CPI (Logo dans un écusson), Sigle de la Chambre Syndicale Française des Éditeurs de la Carte Postale Illustrée.

- Haut – A
- B
- C
- D
- E
- F
- G
- H
- I
- J
- K
- L
- M
- N
- O
- P
- Q
- R
- S
- T
- U
- V
- W
- X
- Y
- Z

## T
- T. A. M. , Travaux Aériens du Midi, 1946, Robert Ménard, éditeur de cartes à Carcassonne (Aude)
- T. M. K. coll. : voir Timinsky
- T. W., éditeur à Lille (Nord)
- Talabot (J.-B.), éditeur à Paris vers 1903 de cartes pour Lourdes, puis à Bordeaux (Gironde) vers 1917.
- Talon (R), éditeur au 51 rue Émile-Zola Tours (Indre-et-Loire)
- Tamalet, éditeur à Lagrasse (Aude)
- Tapie (J), phot.-édit. à Lectoure et à Auch (Gers)
- Tartari, éditeur à Is-sur-Tille (Côte-d'Or)
- Tassart (Désiré), marchand d'équipements militaires et éditeur, 1 et 3 place Saint-Julien, à Laon (Aisne).
- Tattet (Ch), éditeur de cartes françaises à Genève (Suisse)
- Taudou (H), éditeur à Narbonne (Aude)
- TCF (Touring Club de France), éditeur à Paris (Seine)
- Terrasson (Maurice), éditeur à Limoges sous le signe MTIL.
- Terrier (A), éditeur à Mers-les-Bains (Somme)
- Tesson (Maurice), voir MTIL
- Testard (F), photo-éditeur à Paris (Seine)
- Testart (Paul), éditeur à Épinal (Vosges)
- Teulet, éditeur à Besançon (Doubs)
- Teulet - Mosdier, éditeur à Besançon (Doubs)
- Th. G. voir Garnon (Théodule)
- Théojac, éditeur à Limoges (Haute-Vienne)
- Thibault, Éditeurs, (Avec logo La Salamandre) Fontainebleau-Melun (Seine-et-Marne)
- Thibaut-Roger Edit.
- Thiriat (A) et Cie, éditeur à Toulouse (Haute-Garonne)
- Thomas (P), éditeur tabac à Saint-Jean-du-Gard (Gard), auquel succède sa Veuve : Vve Thomas-Buraliste-Receveur.
- Thomas (Veuve), éditrice à Étampes (Essonne), rayonnant sur le Sud-Essonne.
- Thomassin, éditeur de cartes postales de Meurthe-et-Moselle.
- Thuillier (V), éditeur à Reims (Marne)
- Tible, Édition, Bazar Saint Nicolas (Meurthe-et-Moselle)
- Timinsky, 104 rue Lafayette à Paris.
- Tirel-Hamon, éditeur à Guingamp
- Tollin, A.
- Tomasi (A.), éditeur à Ajaccio (Corse-du-Sud)
- Toreilles, libraire à Port-Vendres (Pyrénées-Orientales)
- Tortinière (H.), éditeur à Châtellerault (Vienne)
- Toullec, éditeur à Bénodet (Finistère)
- Tourist Édition, éditeur Le Vigan (Gard) carte parfois juste signée T.E. Connu pour sa série sur la fabrication du Roquefort.
- Tourmen (François), Brest (Finistère) carte signée F et T de part et d'autre d'une ancre de marine
- Toursier (G), éditeur à Lyon (Rhône)
- Tourte et Petitin, photographe et éditeur de cartes postales scolaires et institutionnelles (Levallois - Paris).
- Tracol Henri photographe , correspondant de presse et éditeur à Annonay (Ardèche) période 1940-1970
- Trochon, éditeur à Barbezieux (Charente)
- Trantoul (A), photographe, a fait de nombreux clichés pour l'éditeur toulousain Labouche.
- Treilles, éditeur à Narbonne (Aude) (belle série sur les Troubles du Midi en 1907)
- Triangle (éditions du...) Beaucaire Gard, série de cartes maçonniques par Jacques Lardie (Jihel)
- Trianon (Édition), éditeur sans lieu indiqué (probablement Versailles), il a publié sur de nombreuses communes de l'Île-de-France. À l'abbaye de Port-Royal-des-Champs, le photographe signe P.M. et la photo porte le no 1064.
- Troncquée (Paul), éditeur de cartes de Dunkerque (Nord) en 1911.
- Trouillet (F.), éditeur à Laval (Mayenne).
- Tuck (Raphaël), (& son), (& fils), (LTD), photographe-éditeur de cartes françaises à Londres (Royaume-Uni)
- Tuffier (Édition), éditeur à Courtomer (Seine-et-Marne) : René Fernand TUFFIER (1886-1959), charcutier, conseiller municipal, éditeur de cartes postales, majoritairement animées, de Courtomer et des environs pendant la période 1913 à 1918, y compris des soldats cantonnés.

- Haut – A
- B
- C
- D
- E
- F
- G
- H
- I
- J
- K
- L
- M
- N
- O
- P
- Q
- R
- S
- T
- U
- V
- W
- X
- Y
- Z

## U
- Union Phototypique Parisienne, 40, rue de Seine, Paris (sur une CPA de Villebon, Eure-et-Loir).
- Unis France.
- UPF (Déposé), éditeur de cartes fantaisies.

- Haut – A
- B
- C
- D
- E
- F
- G
- H
- I
- J
- K
- L
- M
- N
- O
- P
- Q
- R
- S
- T
- U
- V
- W
- X
- Y
- Z

## V
- V.D.C, Veuve Durand et Compagnie voir Durand, logo en forme de cœur.
- V. L. à Saint-Trojan (Gironde).
- V. M. (Collection) éditeur à Lavelanet (Ariège).
- V. O., Edit. V. O., éditeur à Montargis (Loiret)
- V. P. Éditions Pourvoyeur d'Images, éditeur à Paris.
- Vaillant (A.), éditeur à Méru (Oise).
- Vaissié (A.) à Caylus, (Tarn-et-Garonne).
- Vallée (L), (librairie), éditeur de cartes de la Somme.
- Vallet, éditeur à Bossey (Haute-Savoie).
- Valoire, éditeur de cartes modernes (3 Place Saint-Louis / 63 rue de la Mare  Blois ) (Loir-et-Cher). Une partie de sa production est imprimée en Italie.
- Vandenhove à Liancourt (Oise). Peut se trouver associé à "Edition Danger". Il a édité des cartes sur la crue de la Seine de 1910 à Paris (plus de 150 cartes).
- Vannier (Maison Vannier), éditeur à Poitiers (Vienne).
- Vassellier frères (phototypie), éditeur à Nantes (Loire-Atlantique).
- Venot (A.), éditeur à Brunoy (Essonne).
- Vercher (Édition d'Art), éditeur à Nogent-sur-Marne.
- Vergès (Léopold), éditeur de cartes à Perpignan (Pyrénées-Orientales).
- Vergnes, éditeur à Boësses (Loiret).
- Verne, (papetier) à Montgeron (Essonne).
- Vertuel, (librairie), éditeur à Saint-Céré (Lot).
- Vézier-Sorel, (Hôtel des Bains), éditeur de cartes de Seine-Maritime.
- Vial (L), éditeur de cartes françaises à Lancy-Genève (Suisse).
- Vialate (F), éditeur à Oyonnax (Ain), on trouve aussi Vialatte (F), photographe à Oyonnax (Ain).
- Victor (Maison d’Art), éditeur à Nancy (Meurthe-et-Moselle). Cet éditeur a réalisé notamment des cartes avec des douaniers à la frontière franco-allemande.
- Vidal (Mlle), éditeur  Le Malzieu (Lozère).
- Videau, éditeur (Vienne).
- Vie au Patronage (La), éditions à Montmédy (Meuse).
- Vielle (R), éditeur bazar et Jouet à Saint-Jean-du-Gard (Gard).
- Vignard, à Coye la Forêt (Oise).
- Vignon (Eugène), éditeur à Senlis (Oise). Propriétaire de la marque E.V.F.
- Villard  (Joseph) et son fils (Joseph-Marie) étaient photographes et éditeurs à Quimper (Finistère)[17],[18].
- Villaret (Vve), éditeur à Anduze (Gard).
- A. Villaret et Colin frères, éditeur.
- Villion, édit.
- Vimeney (A), photo.-édit. à Bordeaux (Gironde).
- Vincensini, éditeur à Espira-de-l'Agly (Pyrénées-Orientales).
- Vincent, (Phototypie), éditeur à Marseille (Bouches-du-Rhône).
- Vincent (A.), éditeur à Paris, 38 rue Mont Thabor, de cartes postales des drapeaux ou étendards des régiments français pendant la 1ère Guerre Mondiale, successeur de E. Manif. (Voir ci-dessus).
- Violle, photo., éditeur à Moissac (Tarn-et-Garonne).
- Viron François à Lourdes (Hautes-Pyrénées).
- Vivarez (R), éditeur à Marseille  (Bouches-du-Rhône).
- Vizzavona, éditeur (65 rue du Bac à Paris).
- Voinet (Alphonse), éditeur à Bruyères.
- Vollaire A et Cie, éditeur à Gap (Hautes-Alpes) connu pour son reportage sur le concours agricole de Gap en 1913.
- Volpini (Marius), phototypeur à Orsay sous le sigle M. V.
- Vollenweider (Arnold), éditeur à Alger (Algérie).
- Voyé (Edouard), photographe éditeur à Wasselonne (Bas-Rhin).

- Haut – A
- B
- C
- D
- E
- F
- G
- H
- I
- J
- K
- L
- M
- N
- O
- P
- Q
- R
- S
- T
- U
- V
- W
- X
- Y
- Z

## W
- Walter (G.), éditeur à Bernay (Eure).
- Wargnier, éditeur à Montdidier (Somme).
- Warnet-Lefèvre (W.L.), libraire et éditeur à Rennes (Ille-et-Vilaine)[19].
- Waron André, éditeur au Val-André et Saint-Brieuc (Côtes-d'Armor).
- Waron (Armand) et fils, éditeur à Saint-Brieuc (Côtes-d'Armor).
- Wayer (H.), imp., Prémery (Nièvre).
- Weick (Adolphe) éditeur à Saint-Dié (Vosges).
- Wetterwald, éditeur à Bordeaux (Gironde).
- Wibeco, éditeur à Colmar (Haut-Rhin).
- Winling (J), éditeur à Charleville (Ardennes).
- Wolf (H.C.), éditeur à Paris (Île-de-France).
- Wykes (Henry), (H-J-W), éditeur, 157, rue Montmartre à Paris (Île-de-France).

- Haut – A
- B
- C
- D
- E
- F
- G
- H
- I
- J
- K
- L
- M
- N
- O
- P
- Q
- R
- S
- T
- U
- V
- W
- X
- Y
- Z

## X
- Haut – A
- B
- C
- D
- E
- F
- G
- H
- I
- J
- K
- L
- M
- N
- O
- P
- Q
- R
- S
- T
- U
- V
- W
- X
- Y
- Z

- Xatard, libraire à Amélie-les-Bains (Pyrénées-Orientales).

## Y
- Yobled, (Marcel Delboy), éditeur à Bordeaux
- « Les Editions d'Art YVON », éditeur prolifique à Paris : Cette maison est un des grands producteurs contemporains. En 1919, Pierre-Yves Petit (dit Yvon) est photographe. Il publie des photos de Paris (collection PARIS... EN FLÂNANT (CPA)), puis de toute la France (collection LA DOUCE FRANCE (CPA et CPSM)). le siège est 15, rue Martel, dans le 10e arrondissement, puis 14, rue de Bretagne, dans le 3e. La société est reprise en 1956 par la famille Draeger. Le siège actuel est sis 37 rue de Lyon, dans le 12e. La société Yvon a fusionné en 2012 avec Hallmark France (éditeur de cartes de vœux aux États-Unis) pour former la SAS La Carterie. Elle emploie 180 personnes et propose 6 000 références dont un tiers est renouvelé chaque année[20].
- Yvert et Tellier, (imprimeur), éditeur à Amiens (Somme).

- Haut – A
- B
- C
- D
- E
- F
- G
- H
- I
- J
- K
- L
- M
- N
- O
- P
- Q
- R
- S
- T
- U
- V
- W
- X
- Y
- Z

## Z
- Zimmer (L.), éditeur à Culoz (Drôme).
- ZZ (François), photographe éditeur à Marcigny (Saône-et-Loire).

- Haut – A
- B
- C
- D
- E
- F
- G
- H
- I
- J
- K
- L
- M
- N
- O
- P
- Q
- R
- S
- T
- U
- V
- W
- X
- Y
- Z

## Sigles non alphabétiques
- Abeille dans un cercle de laurier, Imprimeries de l'Abeille, 54 rue de Bondy, à Paris - Cartes de la Région parisienne. Activité avant 1914.
- Casque de Poilu, Louis Bauer, Impr. Dijon (Côte-d'Or).
- Cœur avec les lettres VDC : Veuve Durand & Cie.
- Étoile.
- Fleur (Logo représentant une fleur couchée), éditeur de cartes de la Somme. Voir aussi Berthaud Frères à Paris (un héliotrope couché : le même ?).
- L'hirondelle.
- Roue (Logo en forme de petite roue) sur des cartes de Redon (Ille-et-Vilaine).
- Salamandre (Logo de Salamandre) Thibault, Éditeurs, Fontainebleau-Melun (Seine-et-Marne).
- Trèfle à 3 feuilles : sigle de l'éditeur C. Collas (un trèfle à 3 feuilles et "CCCC" ou, plus rarement, "F.A.C") Voir Collas à Cognac.
- Trèfle à quatre feuilles avec une des lettres MTIL par feuille. cf. M.T.I.L. et Maurice Tesson.

- Haut – A
- B
- C
- D
- E
- F
- G
- H
- I
- J
- K
- L
- M
- N
- O
- P
- Q
- R
- S
- T
- U
- V
- W
- X
- Y
- Z